# 28. März
Der 28. März ist der 87. Tag des gregorianischen Kalenders (der 88. in Schaltjahren), somit verbleiben 278 Tage bis zum Jahresende.

## Ereignisse

### Politik und Weltgeschehen

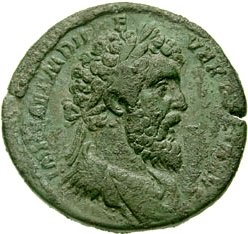
193: Didius Julianus

- 0193: Die Prätorianergarde erschlägt den römischen Kaiser Pertinax. Nachfolger wird Didius Julianus, der das Amt meistbietend ersteigert. Nach wenigen Wochen stirbt auch er eines gewaltsamen Todes.
- 0845: Belagerung von Paris: Wikinger unter der Führung von Ragnar Lodbrok erobern und brandschatzen Paris. Erst nach der Zahlung eines Lösegeldes durch den westfränkischen König Karl den Kahlen verlassen sie die Stadt wieder.

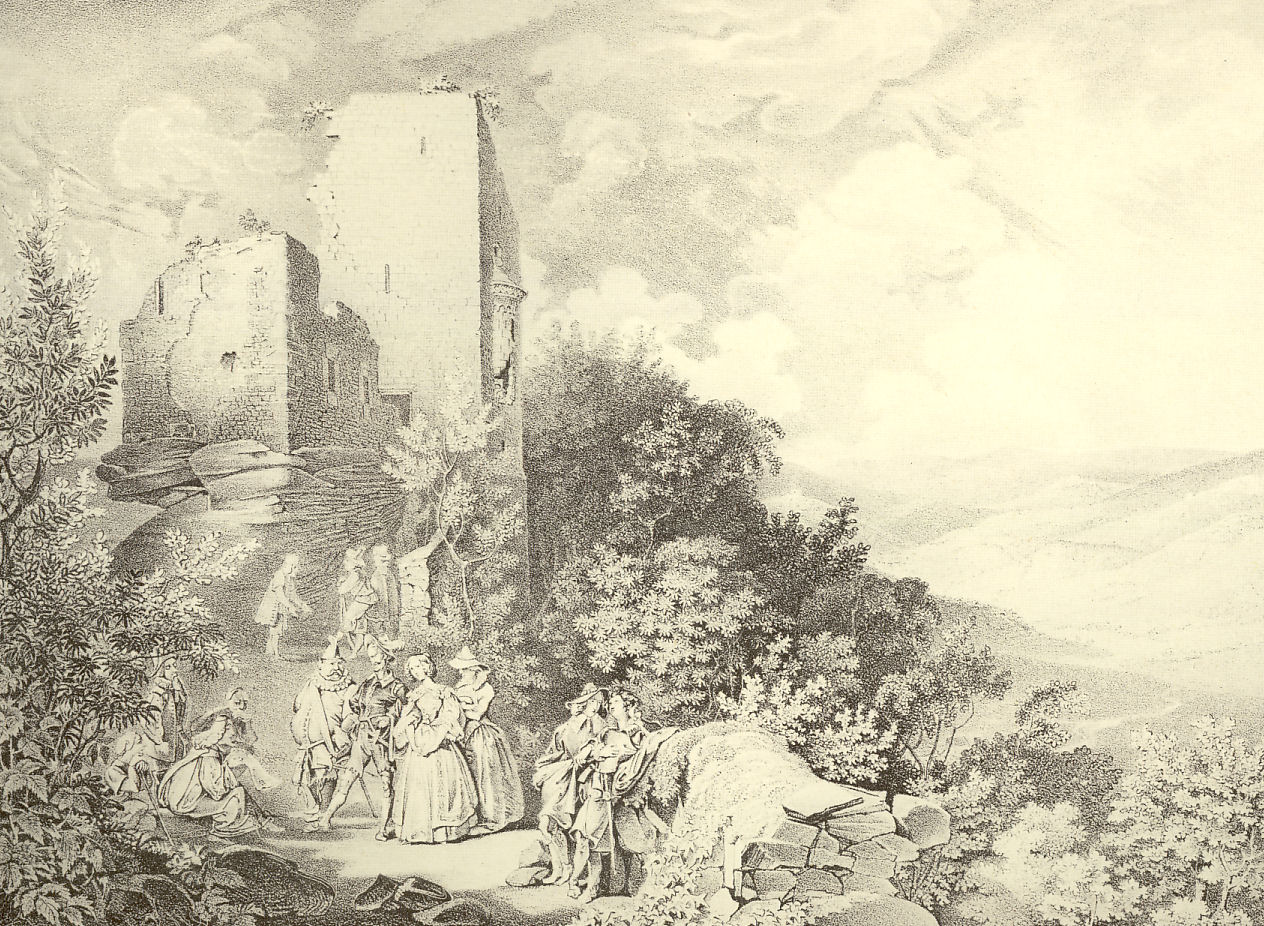
1193: Burg Trifels

- 1193: Nachdem sich Kaiser Heinrich VI. vertraglich verpflichtet hat, den gefangenen Richard Löwenherz nur gegen Bezahlung von Lösegeld und nach Erfüllung anderer Bedingungen freizulassen, übergibt ihn der österreichische Herzog Leopold V. in Speyer; der Kaiser überstellt ihn auf Burg Trifels.
- 1461: In der Schlacht bei Ferrybridge während der Rosenkriege um den englischen Thron trennen sich Yorkisten und Lancastrianer ohne Entscheidung. Bereits am nächsten Tag kommt es zur Schlacht von Towton.
- 1566: Jean de la Valette, Großmeister des souveränen Malteserordens, legt den Grundstein für die nach Plänen von Francesco Laparelli angelegte Stadt Valletta.
- 1703: Im Spanischen Erbfolgekrieg kommt es zur Schlacht bei Schmidmühlen, in der sich die Bayerische Armee gegen die Kaiserlichen durchsetzen kann.

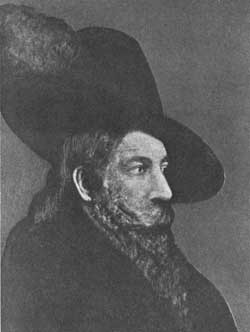
1776: Juan Bautista de Anza

- 1776: Der Spanier Juan Bautista de Anza erreicht mit seiner Expedition als erster Europäer auf dem Landweg die Bucht von San Francisco und hisst am heutigen Fort Point die spanische Flagge, um das Gebiet dem Vizekönigreich Neuspanien einzuverleiben. In der Folge beginnt er mit der Errichtung eines Militärstützpunkts mit Missionsstation.
- 1795 Nach der dritten Teilung Polens wird das Herzogtum Kurland und Semgallen, heute Teil Lettlands, vom Russischen Kaiserreich annektiert.
- 1814: Die US-amerikanische Fregatte Essex wird während des Britisch-Amerikanischen Krieges nach einer erfolgreichen Kaperfahrt im Pazifik in chilenischen Hoheitsgewässern von einem britischen Verband aus der Fregatte Phoebe und der Sloop Cherub zum Kampf gestellt und muss sich nach einem verlustreichen Gefecht ergeben.

1849: Schema der Paulskirchenverfassung

- 1849: Die Frankfurter Nationalversammlung verkündet die erste demokratisch beschlossene Verfassung für ganz Deutschland, die nie umgesetzte Paulskirchenverfassung. Am gleichen Tag wählt sie Friedrich Wilhelm IV. von Preußen zum „Kaiser der Deutschen“, der jedoch wenig später diese ihm durch die Kaiserdeputation angetragene Würde als „Krone aus der Gosse“ ablehnt.
- 1854: Großbritannien und Frankreich erklären Russland unter Zar Nikolaus I. den Krieg, nachdem sie bereits am 12. März einen Kriegshilfevertrag mit dem Osmanischen Reich im Krimkrieg geschlossen haben.

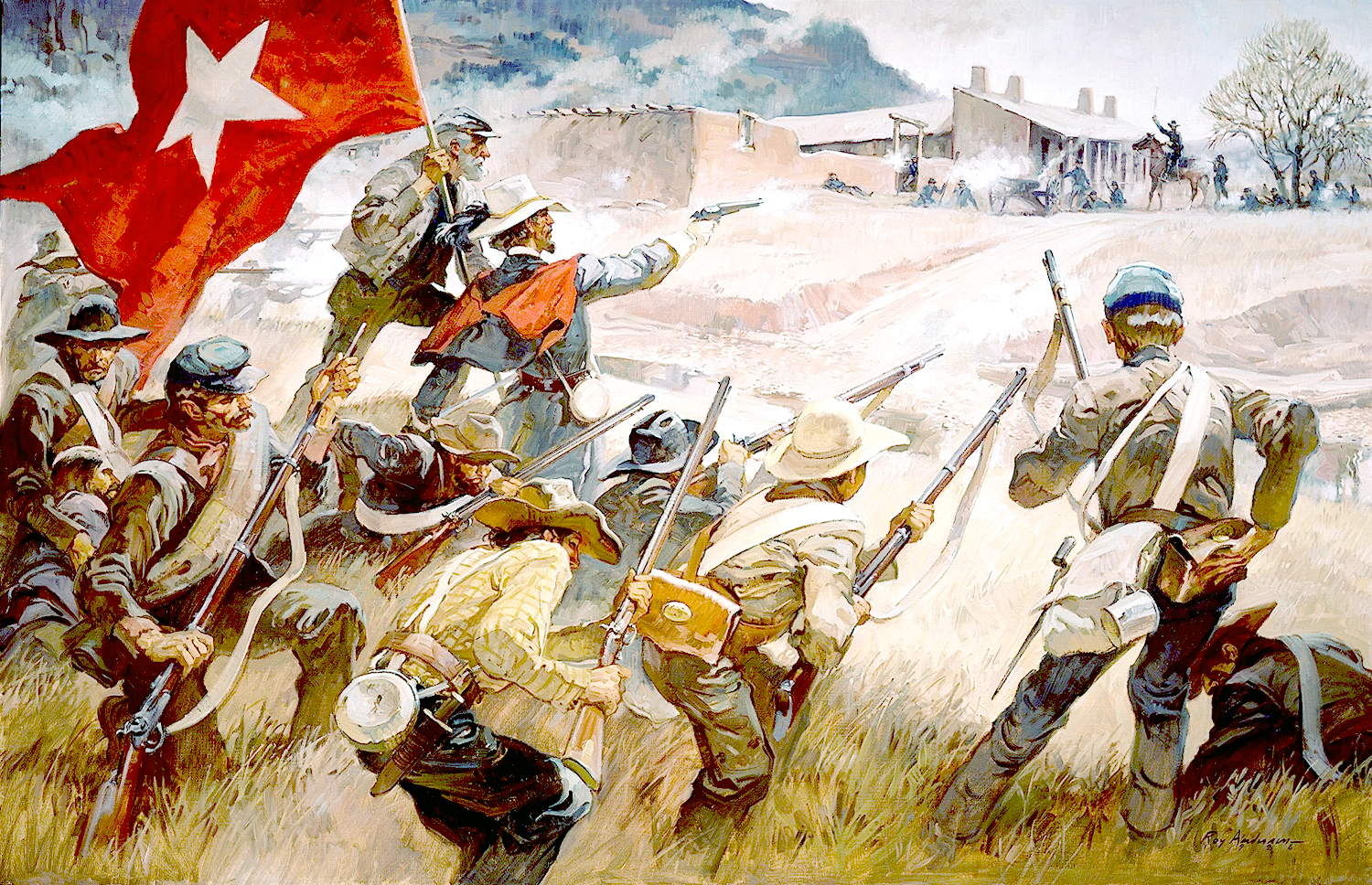
1862: Schlacht am Glorieta-Pass

- 1862: Am dritten Tag der Schlacht am Glorieta-Pass gelingt es den Unionstruppen der Nordstaaten, den Nachschub der bereits siegessicheren konföderierten Armee zu vernichten. Damit unterbinden sie das weitere Vordringen der Konföderierten in das New-Mexico-Territorium und entscheiden den New-Mexico-Feldzug des Amerikanischen Bürgerkriegs für die Union.
- 1882: In Frankreich wird die Schulpflicht eingeführt.

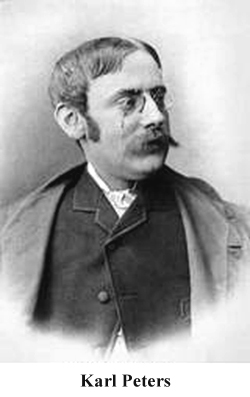
1884: Carl Peters

- 1884: In Berlin wird unter Federführung von Carl Peters die Gesellschaft für deutsche Kolonisation mit dem Ziel gegründet, in Ostafrika deutsche Ackerbau- und Handelskolonien zu gründen.
- 1898: Der deutsche Reichstag beschließt auf Basis des Tirpitz-Plans im Flottengesetz den Aufbau einer Schlachtschiffflotte und löst damit das Deutsch-Britische Wettrüsten zur See aus.
- 1930: Konstantinopel erhält offiziell den Namen Istanbul. Die neue türkische Hauptstadt Angora wird in Ankara umbenannt, Smyrna erhält den Namen Izmir.
- 1938: Adolf Hitler weist bei einem Gespräch den Führer der Sudetendeutschen Partei, Konrad Henlein, an, der tschechoslowakischen Regierung gegenüber Forderungen zu erheben, denen sie nicht entsprechen kann. Die angeschürte Krise über das Sudetenland endet im Herbst im Münchner Abkommen.
- 1939: Francisco Franco erobert mit Hilfe der „fünften Kolonne“ die spanische Hauptstadt Madrid und beendet damit den Spanischen Bürgerkrieg. Spanien steht fortan gänzlich unter der Kontrolle des franquistischen Regimes.
- 1941: Südlich des griechischen Kap Tenaro kommt es im Zweiten Weltkrieg zur Schlacht bei Kap Matapan zwischen britischen und italienischen Seestreitkräften, die die Briten für sich entscheiden.
- 1942: Nach dem Fliegeralarm um 23:18 Uhr beginnt mit dem britischen Luftangriff auf Lübeck ein Flächenbombardement, das sich bis in den Folgetag erstreckt.
- 1945: Auf Tokashiki-jima begehen 329 Japaner nach Landung der US-Truppen Suizid.

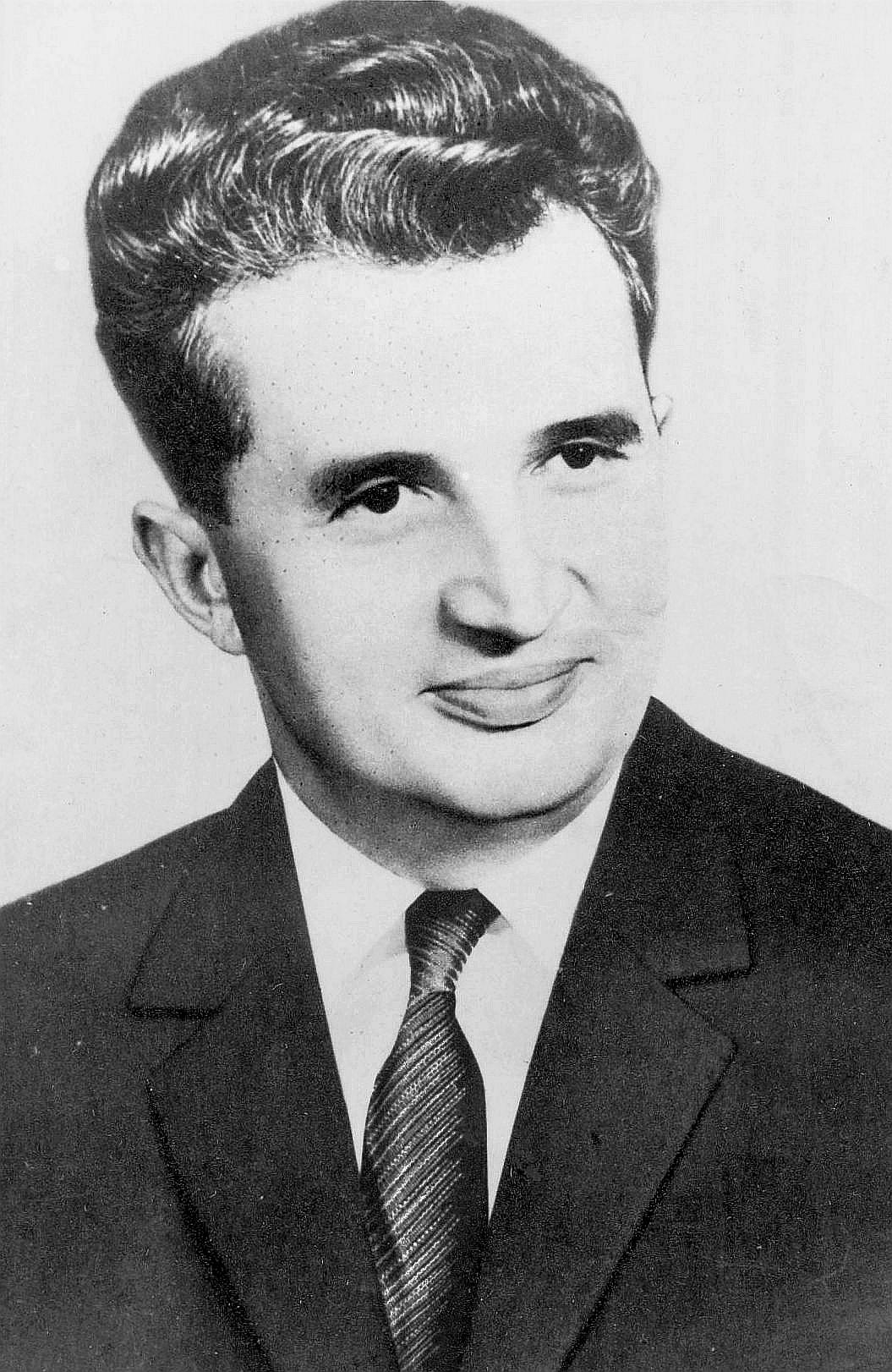
1974: Nicolae Ceaușescu

- 1974: Nicolae Ceaușescu übernimmt das Amt des Präsidenten in Rumänien neben seinem Amt als Staatsratsvorsitzender. Die dafür eigentlich notwendige Verfassungsänderung wird erst im folgenden Jahr nachgeholt.

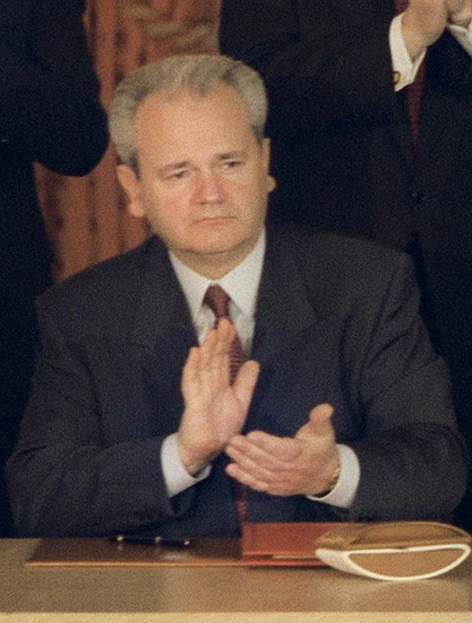
1989: Slobodan Milošević

- 1989: Das serbische Parlament entzieht auf Antrag von Slobodan Milošević dem Kosovo und der Vojvodina einstimmig den Autonomiestatus. Die jugoslawische Bundesverfassung von 1974 wird damit de facto aufgehoben.
- 1995: Nachdem der Verfassungsgerichtshof Kasachstans die Wahlen vom 7. März 1994 für ungültig erklärt hat, löst Präsident Nursultan Nasarbajew Regierung und Parlament auf.
- 2004: Bei Parlamentswahlen in Guinea-Bissau, der ersten nach dem Bürgerkrieg, verpasst die regierende Partido Africano da Independência da Guiné e Cabo Verde (PAIGC) unter Carlos Gomes Júnior knapp die absolute Mehrheit.
- 2006: An einem ausgerufenen nationalen Protesttag gehen drei Millionen Franzosen auf die Straße, um ihren Unmut gegen den Contrat première embauche zu bekunden. Das geplante Gesetz soll in Frankreich das Entlassen von Angestellten unter 26 Jahren ohne Begründung und ohne Vorwarnung in den ersten zwei Jahren des Arbeitsverhältnisses gestatten.
- 2018: Peter Tschentscher wird mit 71 von 121 Stimmen durch die Hamburgische Bürgerschaft zum Ersten Bürgermeister gewählt.

### Wirtschaft
- 1797: Der US-Amerikaner Nathaniel Briggs erhält das erste US-Patent auf eine Waschmaschine. Seine Erfindung ähnelt einem Waschbrett mit Kurbel.
- 1882: Paul Beiersdorf bekommt das Patent zur Herstellung von gestrichenem Pflaster. Das gilt als das Gründungsdatum der Beiersdorf AG.
- 1964: Radio Caroline, das erste Privatradio Großbritanniens, geht auf Sendung. Der Piratensender sendet von der MV Fredericia, einem Schiff unter panamaischer Flagge, das drei Meilen vor Essex vor Anker liegt.

### Wissenschaft und Technik

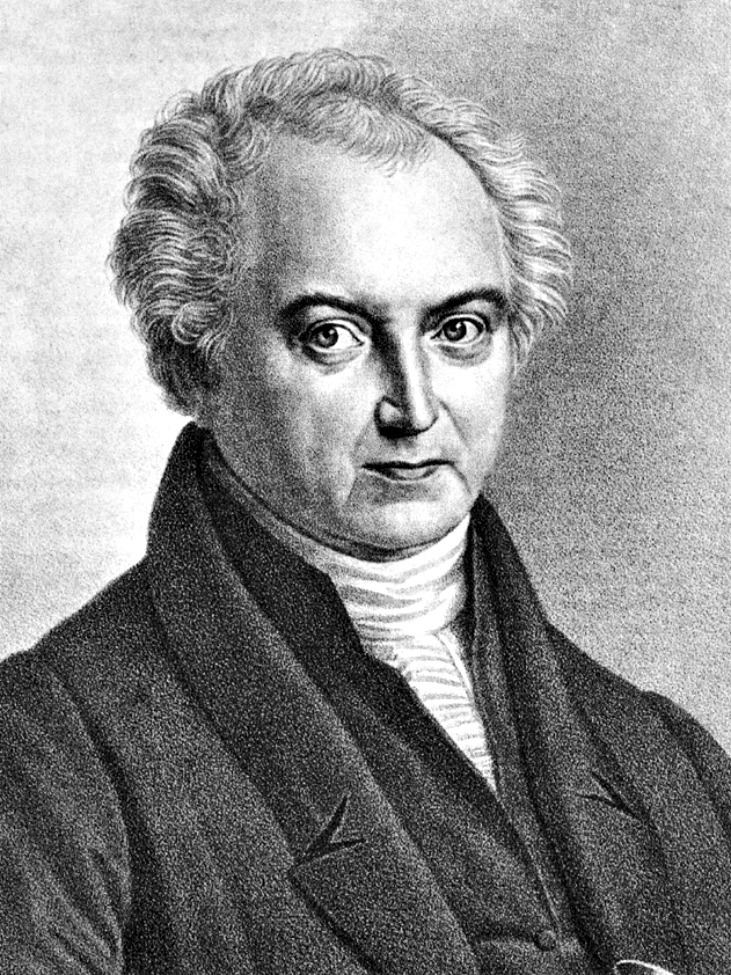
1802: Heinrich Wilhelm Olbers

- 1802: Der deutsche Astronom Heinrich Wilhelm Olbers entdeckt den Asteroiden Pallas, den er zunächst als Planeten einstuft.
- 1910: Dem französischen Luftfahrtpionier Henri Fabre gelingt in Marseille als erstem der Flug mit einem Wasserflugzeug. Beim zweiten Versuch fliegt er mit dem Flugzeug Hydravion rund 600 Meter weit.
- 1911: In der Schiffswerft Blohm & Voss in Hamburg wird der Schlachtkreuzer Goeben vom Stapel gelassen. Ab August 1914 läuft sie als Yavuz Sultan Selim unter türkischer Flagge.

### Kultur

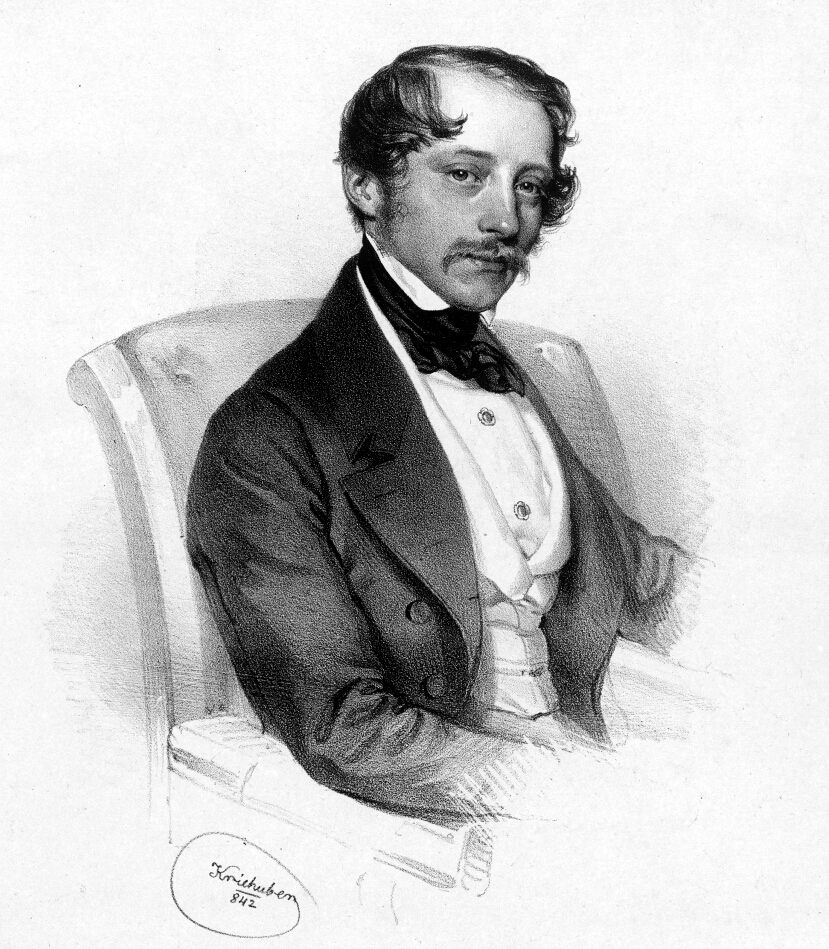
1842: Otto Nicolai

- 1842: Am Ostermontag begründet Hofkapellmeister Otto Nicolai mit dem Wiener Hofopernorchester die Tradition der Philharmonischen Konzerte.
- 1879: Die Oper Iwein von August Klughardt hat ohne Erfolg ihre Uraufführung in Neustrelitz.
- 1885: Die Uraufführung der Operette Don Cesar von Rudolf Dellinger erfolgt am Carl-Schultze-Theater in Hamburg.

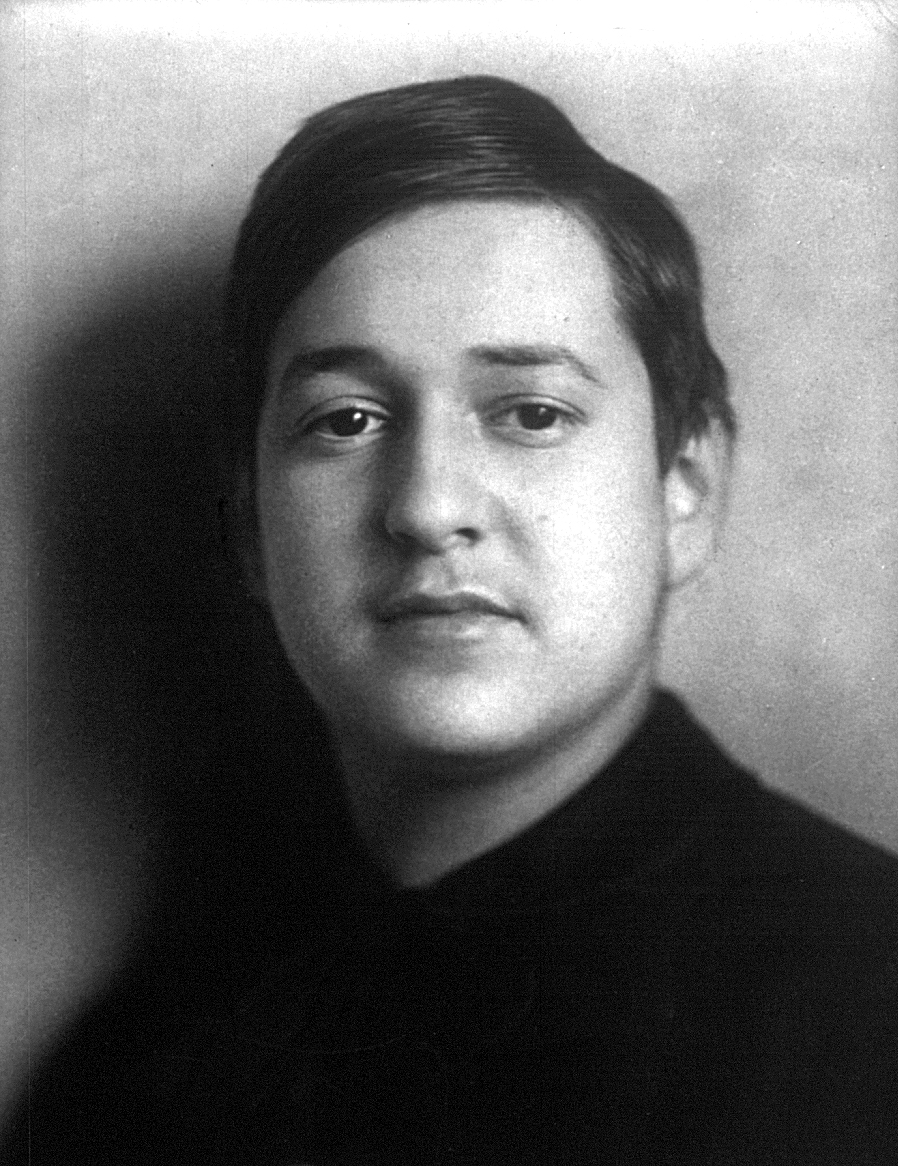
1916: Erich Wolfgang Korngold

- 1916: Die beiden Opern Der Ring des Polykrates und Violanta von Erich Wolfgang Korngold werden an der Hofoper in München mit großem Erfolg uraufgeführt.
- 1927: Mit dem Musical Rufus LeMaire’s Affairs wird in New York City eines der bis heute größten Theater am Broadway eröffnet, das Majestic Theatre.
- 1935: Der Propagandafilm Triumph des Willens von Leni Riefenstahl über den Reichsparteitag der NSDAP vom Vorjahr feiert in Berlin Premiere.
- 1963: Alfred Hitchcocks Film Die Vögel läuft in den Kinos der USA an.
- 1990: In Frankreich läuft erstmals der Film Cyrano von Bergerac, der viele Auszeichnungen erhalten wird.

### Religion

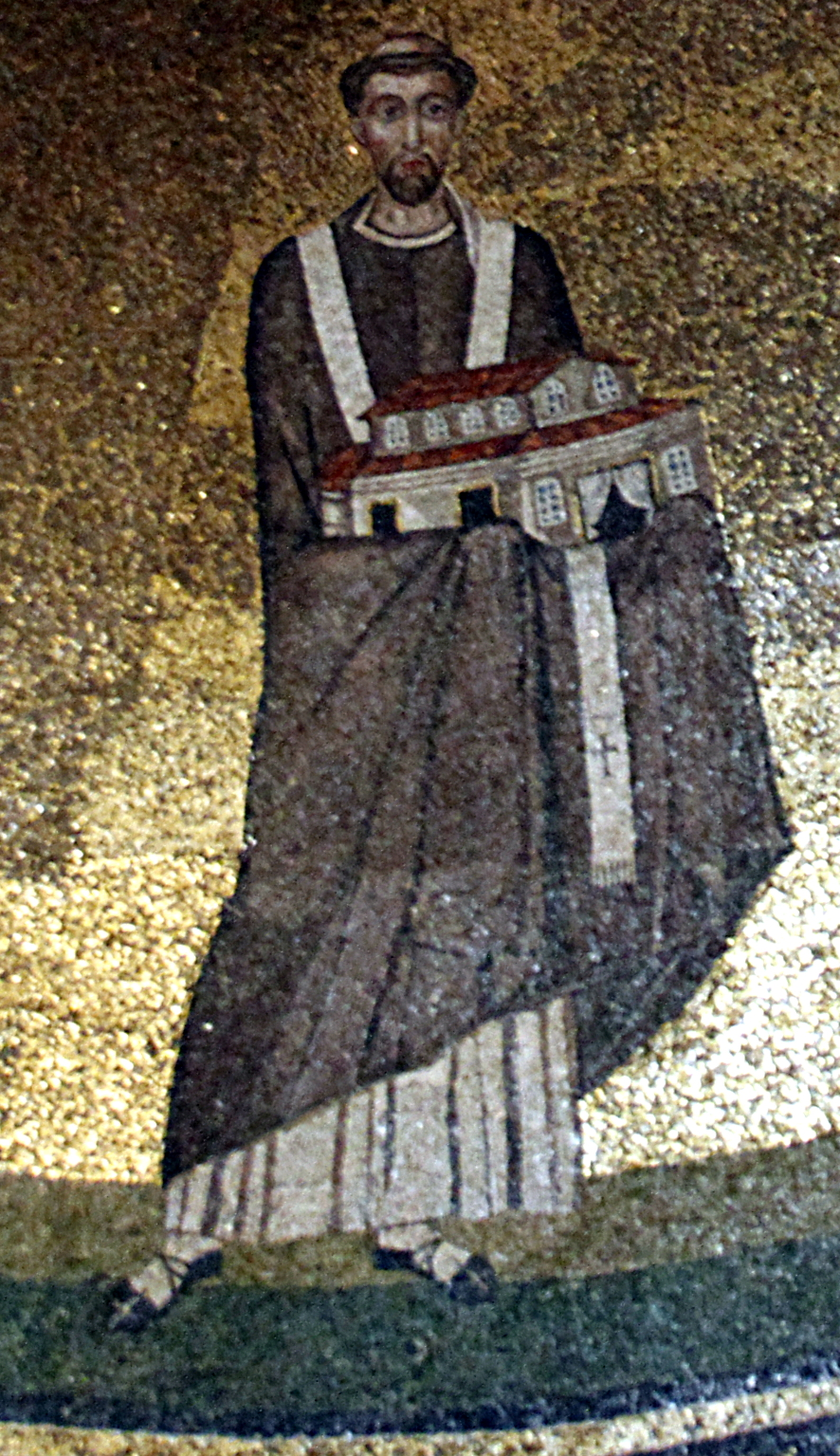
681: Papst Honorius I.

- 0681: Das dritte Konzil von Konstantinopel verhängt über den im Jahr 638 verstorbenen Papst Honorius I. das Anathema, weil er die nunmehr als Häresie angesehene Lehre des Monotheletismus geduldet hat.

### Katastrophen
- 1915: Der britische Passagierdampfer Falaba wird vor der Küste von Wales von einem deutschen U-Boot versenkt, 104 Passagiere und Besatzungsmitglieder ertrinken. Durch diesen Zwischenfall ist das erste US-amerikanische Todesopfer im Ersten Weltkrieg zu beklagen.
- 1961: Absturz von ČSA-Flug 511 in der Nähe von Nürnberg.
- 1965: Nach einem Erdbeben bricht der Damm bei El Cobre, Chile. Bei dem Dammbruch wird die Stadt verschüttet, mindestens 200 Menschen kommen ums Leben.
- 1970: Das Erdbeben von Gediz der Stärke 7,4 in der Provinz Kütahya in der West-Türkei zerstört die Stadt Gediz und fordert etwa 1.100 Tote. Rund 80.000 Menschen werden obdachlos.

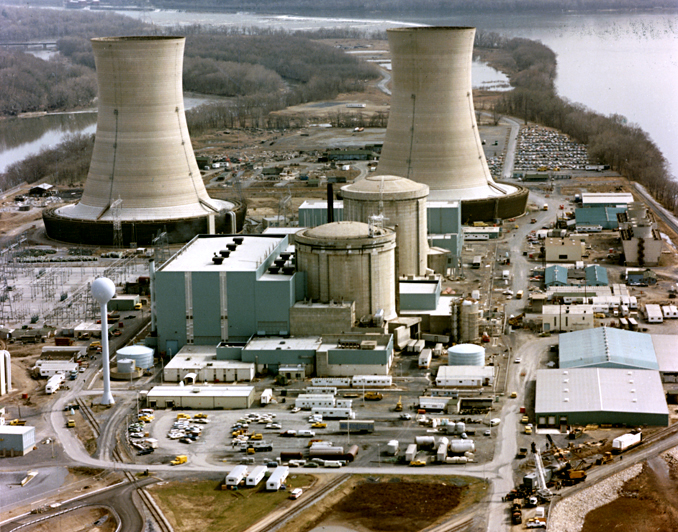
1979: Three Mile Island

- 1979: Ein Reaktorunfall der Stufe 5 auf der Internationalen Bewertungsskala für nukleare Ereignisse (INES) auf Three Mile Island bei Harrisburg, Pennsylvania, führt zu einer teilweisen Kernschmelze. Die Beseitigung der Schäden dauert rund 12 Jahre und kostet über eine Milliarde US-Dollar, gesundheitliche Langzeitfolgen gibt es laut einer medizinischen Studie keine.
- 1997: Eine Steinlawine tötet in Afghanistan etwa 380 Menschen.
- 1999: Ein Erdbeben der Stärke 6,6 in der Region Xizang, Volksrepublik China, und Indien fordert etwa 100 Tote.
- 2005: Ein Erdbeben vor Nord-Sumatra mit der Stärke 8,6 auf der Richterskala tötet mehr als 1300 Menschen. Es handelt sich um ein Nachbeben des schweren Erdbebens im Indischen Ozean vom 26. Dezember des Vorjahres.

Kleinere Unglücksfälle sind in den Unterartikeln von Katastrophe und in der Liste von Katastrophen aufgeführt.

### Natur und Umwelt
- 2002: In den Niederlanden wird der Nationalpark De Loonse en Drunense Duinen ausgewiesen.

### Sport
- 1998: Lennox Lewis verteidigt seinen Box-Weltmeistertitel im Schwergewicht gegen Shannon Briggs im Boardwalk Convention Center, Atlantic City, New Jersey, durch technischen K. o.

Einträge von Leichtathletik-Weltrekorden befinden sich unter der jeweiligen Disziplin unter Leichtathletik.

## Geboren

### Vor dem 18. Jahrhundert
- 1222: Hermann II., Landgraf von Thüringen
- 1422: Angelus Geraldini, Diplomat, Bischof von Sessa Aurunca und Cammin
- 1472: Fra Bartolommeo, italienischer Maler

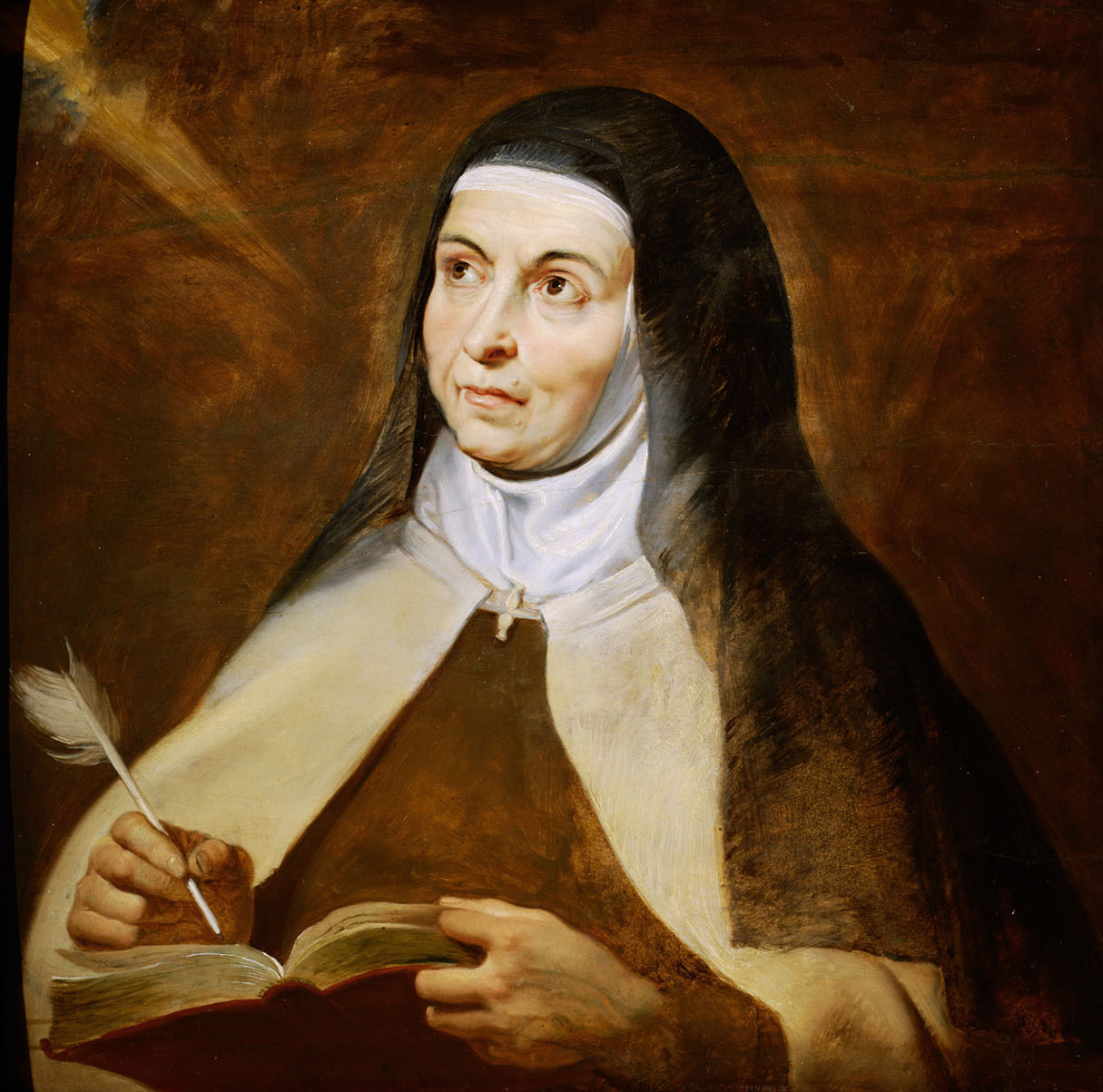
Teresa von Avila (* 1515)

- 1515: Teresa von Ávila, spanische Karmelitin, Ordensgründerin und Mystikerin
- 1522: Albrecht II. Alcibiades, Markgraf von Brandenburg-Kulmbach
- 1524: Abdias Prätorius, deutscher lutherischer Theologe und Reformator
- 1554: Iwan Iwanowitsch, russischer Thronfolger
- 1569: Ranuccio I. Farnese, Herzog von Parma und Piacenza
- 1589: Richard Sackville, 3. Earl of Dorset, englischer Adeliger und Staatsmann
- 1592: Johann Amos Comenius, tschechischer Gelehrter, Philosoph und Theologe
- 1619: Moritz, Herzog von Sachsen-Zeitz
- 1630: Silvestro Valier, 109. Doge von Venedig
- 1642: Heinrich Wolrad, Graf von Waldeck-Eisenberg
- 1652: Samuel Sewall, neuenglischer Kaufmann und Richter
- 1653: Jacob Züblin, Bürgermeister von St. Gallen
- 1654: Sophie Amalie Moth, Mätresse des dänisch-norwegischen Königs Christian V., Gräfin von Samsø
- 1660: Arnold Houbraken, niederländischer Maler und Kunstschriftsteller
- 1671: Jodokus Bernhard von Aufseß, deutscher Kanoniker
- 1675: Friedrich Wilhelm I., Herzog von Mecklenburg im Landesteil Mecklenburg-Schwerin
- 1675: Johann Wilhelm, Herzog von Sachsen-Jena
- 1688: Rudolf Anton von Alvensleben, hannoverscher Minister
- 1688: Julius Bernhard von Rohr, sächsischer Kameralist, Naturwissenschaftler und Schriftsteller

### 18. Jahrhundert
- 1709: Alexei Grigorjewitsch Rasumowski, russischer Feldmarschall und Liebhaber der Kaiserin

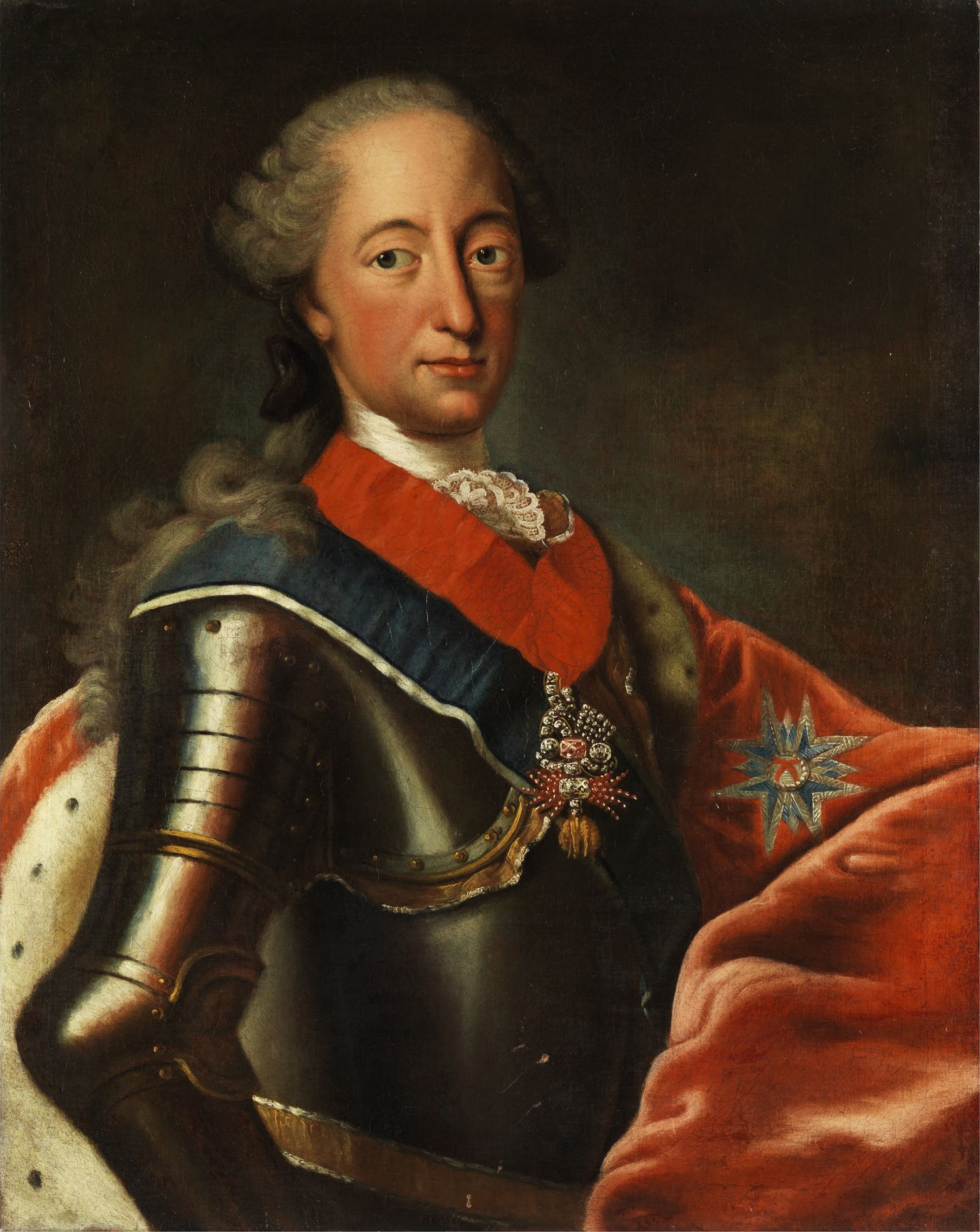
Maximilian III. Joseph (* 1727)

- 1727: Maximilian III. Joseph, Kurfürst von Bayern
- 1728: Johann Georg Krünitz, deutscher Lexikograph und Enzyklopädist
- 1737: Henri de Franquetot, duc de Coigny, französischer Höfling und General
- 1741: Johann André, deutscher Musiker, Komponist und Musikverleger
- 1741: Philipp von Cobenzl, österreichischer Staatsmann
- 1743: Jekaterina Romanowna Woronzowa-Daschkowa, bedeutende Persönlichkeit der Aufklärung in Russland
- 1750: Francisco de Miranda, venezolanischer Freiheitskämpfer
- 1760: Georg Adlersparre, schwedischer General, Politiker und Schriftsteller
- 1760: Thomas Clarkson, britischer Abolitionist
- 1760: Dietrich Joachim Theodor Cunze, deutscher evangelischer Geistlicher Pädagoge und Historiker
- 1763: Eberhard Ernst Gotthard von Vegesack, schwedischer General
- 1764: Louis Michel Auguste Thévenet, französischer General
- 1766: Joseph Weigl, deutscher Komponist und Dirigent
- 1768: Augustin Roguin, Schweizer Kaufmann und Reeder
- 1769: Adolph Wilhelm Schack von Staffeldt, erster romantischer Dichter in Dänemark
- 1769: Friedrich Georg von Stein, deutscher Offizier und Gutsbesitzer
- 1772: Ignatz Brenner von Felsach, österreichischer Diplomat und Orientalist
- 1773: Henri-Gatien Bertrand, französischer General
- 1779: Josephine Brunsvik, ungarische Adlige und zentrale Frauengestalt im Leben Ludwig van Beethovens

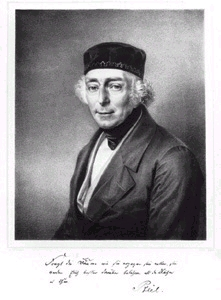
Friedrich Wilhelm Leopold Pfeil (* 1783)

- 1783: Wilhelm Pfeil, deutscher Forstwissenschaftler
- 1783: Christoph Leonhard Wolbach, erster Oberbürgermeister Ulms
- 1785: Ferdinand Georg August von Sachsen-Coburg-Saalfeld-Koháry, deutscher Feldmarschallleutnant
- 1787: Wenzel Scholz, österreichischer Schauspieler
- 1790: William Henry Hunt, englischer Maler
- 1791: Friedrich von Zander, preußischer Richter
- 1793: Henry Rowe Schoolcraft, US-amerikanischer Entdecker und Ethnologe
- 1795: Georg Heinrich Pertz, deutscher Historiker und Bibliothekar
- 1799: Carl von Basedow, deutscher Arzt
- 1800: Johann Georg Wagler, deutscher Zoologe und Herpetologe

### 19. Jahrhundert

#### 1801–1850
- 1806: Karl Friedrich Nägelsbach, deutscher Altphilologe

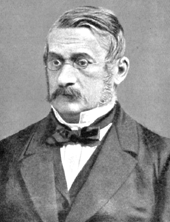
Victor von Unruh (* 1806)

- 1806: Hans Victor von Unruh, deutscher Politiker und Regierungsrat
- 1807: Eduard Baumstark, deutscher Volkswirt
- 1808: Knut Baade, norwegischer Maler
- 1809: Amalie Bensinger, deutsche Malerin
- 1810: Johann Gottlieb Egger, Schweizer Unternehmer und Politiker
- 1810: Jean Gaberel, Schweizer evangelischer Geistlicher und Hochschullehrer
- 1811: Johann Nepomuk Neumann, Bischof von Philadelphia
- 1813: Wilhelm Kopfer, deutscher Unternehmer und Mitglied des Deutschen Reichstags
- 1818: Wade Hampton III., konföderierter General und Gouverneur von South Carolina
- 1819: Joseph Bazalgette, britischer Tiefbauingenieur
- 1819: André Adolphe-Eugène Disdéri, französischer Fotograf
- 1819: Roger Fenton, britischer Fotograf
- 1820: Édouard Batiste, französischer Komponist, Organist und Musikpädagoge
- 1821: William Howard Russell, irischer Journalist
- 1824: Isaak Mautner, böhmischer Textilindustrieller
- 1828: Melchior Anderegg, Schweizer Bergführer
- 1831: Ewald Oskar Aders, deutscher Landgerichtsdirektor und Mäzen
- 1832: Henry Dana Washburn, US-amerikanischer Politiker, Majorgeneral und Forschungsreisender
- 1834: Rufus Bullock, US-amerikanischer Politiker
- 1837: Wilhelm Kühne, deutscher Physiologe
- 1838: Jean-Paul Laurens, französischer Maler
- 1838: Fanny Witt, deutsche Theaterschauspielerin
- 1840: Emin Pascha, deutscher Afrikaforscher
- 1840: Thyra Sehested, dänische Historikerin
- 1844: Philipp von Sachsen-Coburg und Gotha, Prinz von Sachsen-Coburg und Gotha
- 1846: Heinrich XXII., Fürst Reuß zu Greiz
- 1847: Gyula Farkas, ungarischer Physiker und Mathematiker
- 1848: Wilhelm Ellenberger, deutscher Anatom
- 1849: James Darmesteter, französischer Orientalist

#### 1851–1900
- 1851: Bernardino Machado, portugiesischer Politiker
- 1853: Jacob B. Bull, norwegischer Autor
- 1853: Rudolf Kittel, deutscher Alttestamentler
- 1855: Konrad Rieger, deutscher Psychiater, Klinikdirektor, Hochschullehrer und Psychiatriehistoriker
- 1855: Otto Schrader, deutscher Indogermanist
- 1859: Edmund Barttelot, britischer Offizier und Begleiter Stanleys in Afrika
- 1860: José Moreno Carbonero, spanischer Maler
- 1861: Carl Anton Mense, deutscher Tropenmediziner und Forschungsreisender

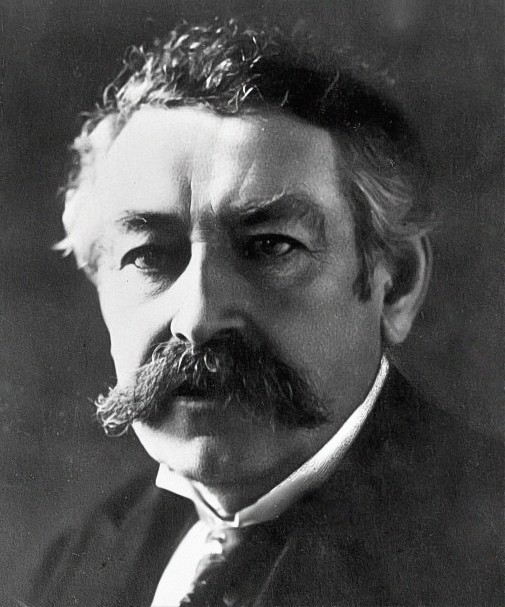
Aristide Briand (* 1862)

- 1862: Aristide Briand, französischer Politiker, Nobelpreisträger
- 1862: Heinrich Susemihl, deutscher Bildnismaler und Illustrator
- 1864: Henrik Bull, norwegischer Architekt
- 1864: Arno Senfft, deutscher Kolonialbeamter
- 1866: Max Bendix, US-amerikanischer Geiger und Dirigent
- 1867: Ferruccio Cattelani, italienischer Komponist
- 1868: Cuno Amiet, Schweizer Maler
- 1868: Maxim Gorki, russischer Schriftsteller
- 1868: Albert Jaegers, deutsch-amerikanischer Bildhauer
- 1869: Marie Rosenthal-Hatschek, österreichische Malerin und Opfer des Holocaust
- 1871: Willem Mengelberg, niederländischer Dirigent und Komponist
- 1872: Otto Dimroth, deutscher Chemiker
- 1872: José Sanjurjo, spanischer General
- 1873: Julius Schwarzbauer, deutscher Orgelbauer

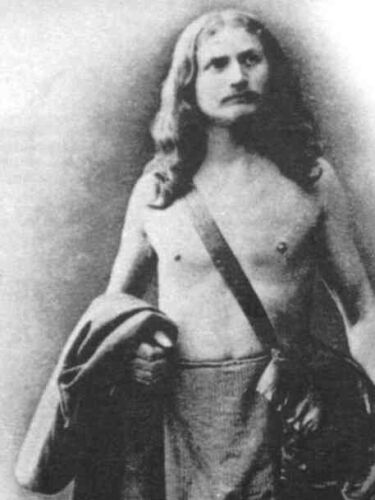
Gustaf Nagel (* 1874)

- 1874: Gustaf Nagel, deutscher Wanderprediger
- 1876: Edwin Welte, deutscher Unternehmer und Erfinder
- 1877: Liesbet Dill, deutsche Schriftstellerin
- 1877: Ted Ray, britischer Golfspieler
- 1878: Herbert H. Lehman, US-amerikanischer Politiker
- 1878: Solomon Losowski, sowjetischer Staats- und Gewerkschaftsfunktionär
- 1878: Hans Schmithals, deutscher Künstler
- 1880: Fritz Klatte, deutscher Chemiker
- 1881: Martin Sheridan, US-amerikanischer Leichtathlet
- 1882: Michael Amlacher, österreichischer Politiker
- 1882: Friedrich Andres, deutscher Religionswissenschaftler
- 1882: Franz Virnich, deutscher Gutsbesitzer, Jurist und NS-Opfer
- 1883: Herbert Schlink, australischer Mediziner, Krankenhausmanager und Wintersportler
- 1884: Fritz Heckert, deutscher Politiker, Abgeordneter im Reichstag
- 1885: Marc Delmas, französischer Komponist
- 1886: Clara Lemlich, US-amerikanische Gewerkschafterin und Kommunistin
- 1886: Katharine Parker, australische Pianistin und Komponistin
- 1886: Leo Scheu, österreichischer Künstler, akademischer Maler und Grafiker, steirischer Eisläufer
- 1887: Kurt Magnus, deutscher Rundfunkpionier und Verwaltungsjurist
- 1890: Erwin Mehl, österreichischer Sportwissenschaftler
- 1890: Paul Whiteman, US-amerikanischer Bandleader

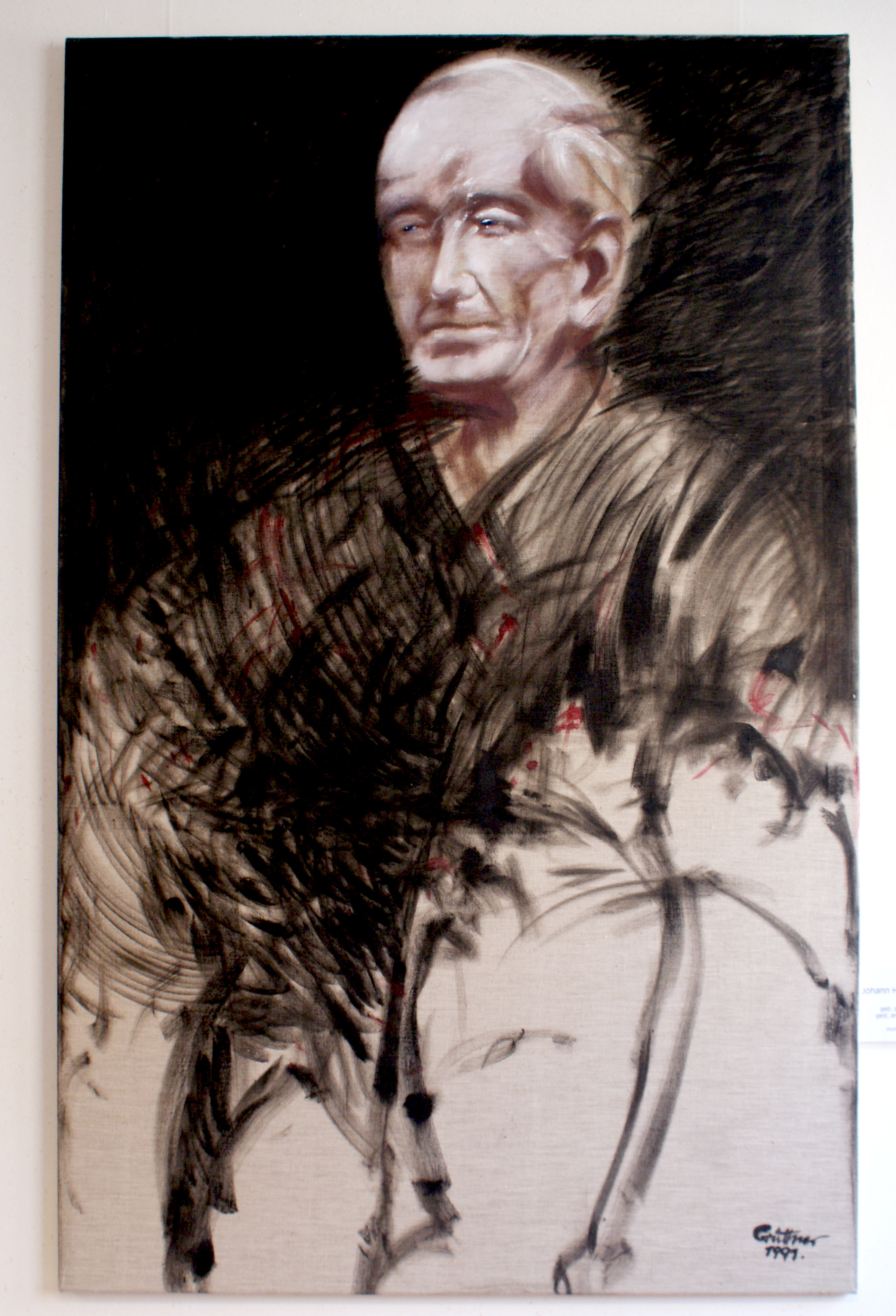
Peter Suhrkamp (* 1891)

- 1891: Peter Suhrkamp, deutscher Verleger, Gründer des Suhrkamp Verlages
- 1892: Corneille Heymans, belgischer Pharmakologe, Nobelpreisträger
- 1892: Max Schroer, deutscher Maler und Illustrator
- 1893: Wilhelm Adam, deutscher Politiker und General
- 1894: Ernst Lindemann, deutscher Marineoffizier
- 1894: Sylvia von Harden, deutsche Lyrikerin
- 1894: Victor Danielsen, färöischer Missionar der Plymouth-Brüder und Bibelübersetzer
- 1895: Christian Herter, US-amerikanischer Außenminister
- 1896: József Antall, ungarischer Jurist und Politiker
- 1896: Max Gebhard, deutscher Kirchenmusiker, Komponist und Musikpädagoge
- 1897: Arthur Martens, deutscher Segelflugpionier und Ingenieur

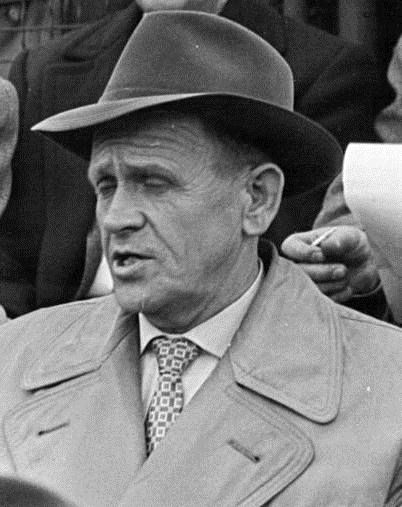
Sepp Herberger (* 1897)

- 1897: Sepp Herberger, deutscher Fußballspieler und -trainer
- 1897: Tillie Voss, US-amerikanischer American-Football-Spieler
- 1898: Max zu Schaumburg-Lippe, österreichischer Automobilrennfahrer
- 1899: Georg Weissel, österreichischer Chemiker, Widerstandskämpfer und Kommandant des Republikanischen Schutzbundes
- 1899: Karel Konrád, tschechischer Schriftsteller und Journalist
- 1900: Ernst Brüche, deutscher Physiker
- 1900: Alfred Jepsen, deutscher lutherischer Theologe und Religionshistoriker

### 20. Jahrhundert

#### 1901–1925
- 1901: Märtha von Schweden, norwegische Adelige, Kronprinzessin von Norwegen

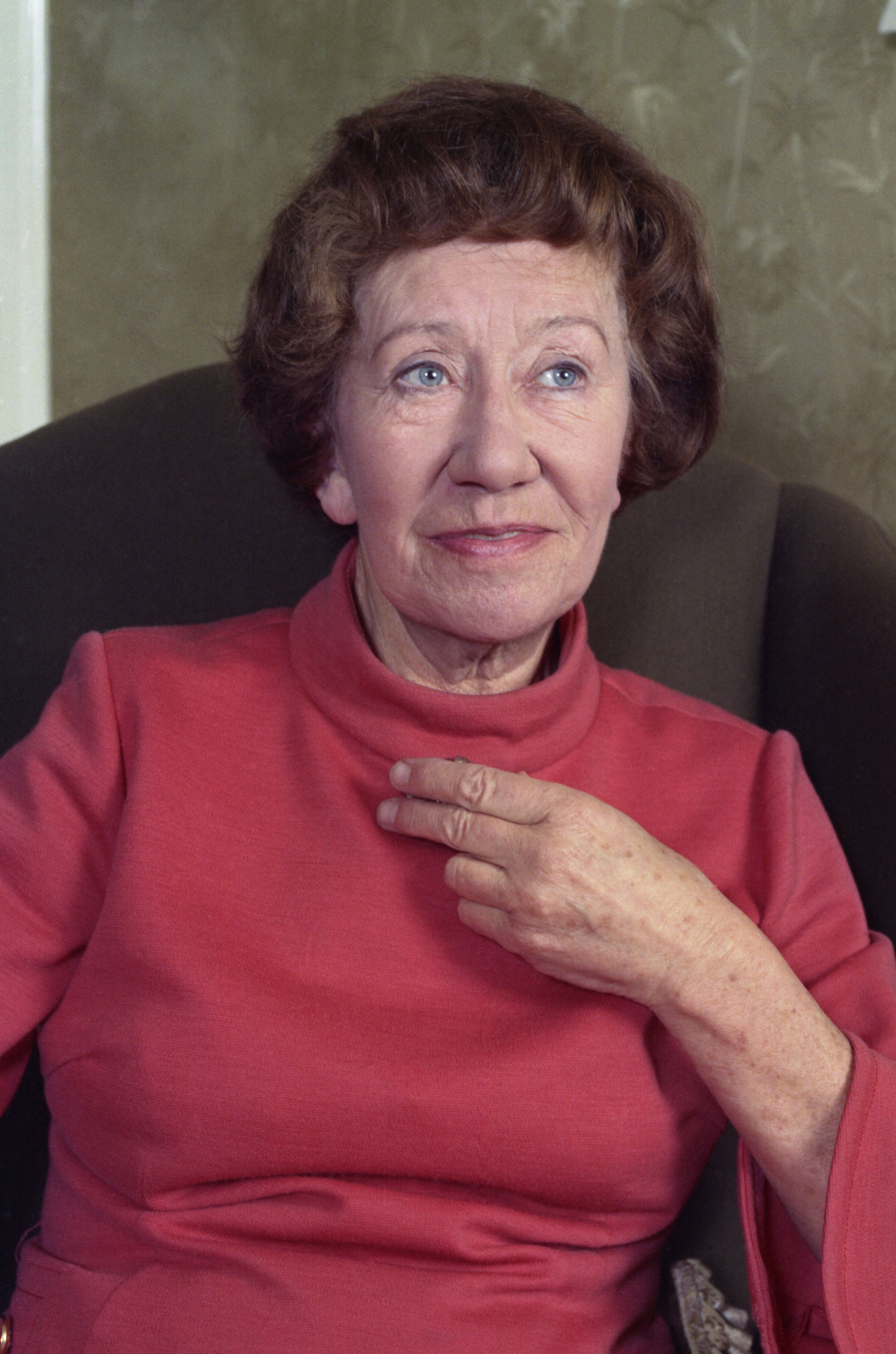
Flora Robson (* 1902)

- 1902: Flora Robson, britische Schauspielerin
- 1902: Jaromír Vejvoda, tschechischer Komponist
- 1902: Paul Godwin, deutsch-niederländischer Violinist und Orchesterleiter
- 1903: Rudolf Serkin, österreichischer Pianist
- 1905: Marlin Perkins, US-amerikanischer Zoologe und Zoodirektor
- 1905: Hans Rahner, österreichischer Komponist und Klaviervirtuose
- 1906: Murray Adaskin, kanadischer Komponist und Dirigent
- 1906: Boleslaw Barlog, deutscher Theaterregisseur
- 1906: Helene Thalmann-Antenen, Schweizer Juristin, Publizistin und Frauenrechtlerin
- 1908: Max von Arco-Zinneberg, deutscher Automobilrennfahrer
- 1908: Grégoire Aslan, armenischer Schauspieler
- 1908ː Mihai Băcescu, rumänischer Zoologe
- 1909: Arthur D. Trendall, neuseeländischer klassischer Archäologe
- 1909: Hannsheinz Bauer, deutscher Politiker
- 1909: Margareta zu Sayn-Wittgenstein-Berleburg, schwedische Gräfin
- 1909: Nelson Algren, US-amerikanischer Schriftsteller

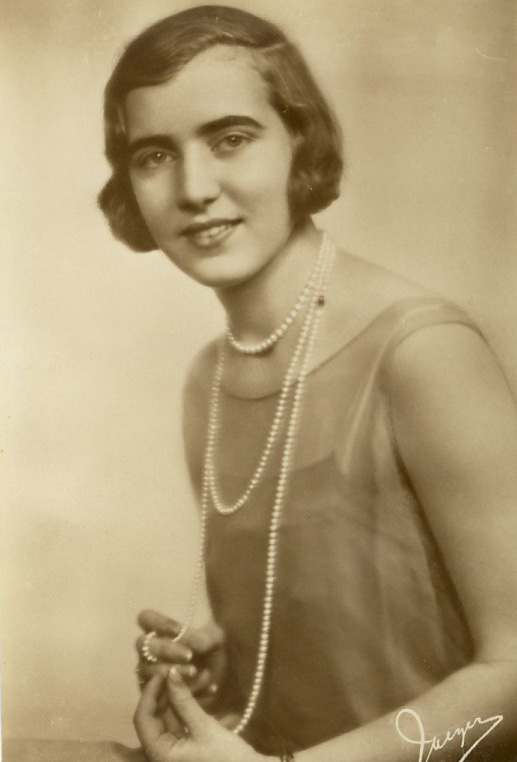
Ingrid von Schweden (* 1910)

- 1910: Ingrid von Schweden, dänische Mitregentin
- 1911: Therese Angeloff, deutsche Kabarettistin und Schauspielerin
- 1911: Consalvo Sanesi, italienischer Automobilrennfahrer
- 1911: William Sears, US-amerikanischer Autor
- 1911: Heinrich Sonnrein, deutscher Fußballspieler
- 1911: Heinz Maier-Leibnitz, deutscher Physiker
- 1912: Léon-Gontran Damas, guayanischer Schriftsteller
- 1912: Marina Michailowna Raskowa, sowjetische Pilotin
- 1913: Kurt Dossin, deutscher Handballspieler
- 1913: José Sánchez del Río, mexikanischer katholischer Martyrer
- 1914: Edward Anhalt, US-amerikanischer Drehbuchautor
- 1914: Guido Carli, italienischer Ökonom und Politiker
- 1914: Bohumil Hrabal, tschechischer Schriftsteller
- 1916: Jess Willard, US-amerikanischer Country-Musiker
- 1918: Rudolf Alberth, deutscher Dirigent und Komponist
- 1918: José Faraoni, argentinischer Automobilrennfahrer
- 1918: Maurice Edmond Müller, Schweizer Chirurg
- 1919: Tatiana Ahlers-Hestermann, deutsche Textil-, Mosaik- und Glaskünstlerin
- 1920: Eugene A. Chappie, US-amerikanischer Politiker
- 1920: Gérard Laureau, französischer Automobilrennfahrer und Unternehmer
- 1920: Karen Tuttle, US-amerikanische Bratschistin und Musikpädagogin
- 1921: Harold M. Agnew, US-amerikanischer Physiker
- 1921: Norman Bluhm, US-amerikanischer Maler
- 1921: Dirk Bogarde, britischer Schauspieler
- 1921: Herschel Grynszpan, polnischer Attentäter, Opfer des Nationalsozialismus
- 1921: Walter Neugebauer, deutscher Comic- und Trickfilmzeichner und Cartoonist
- 1922: Theo Albrecht, deutscher Unternehmer
- 1922: Neville Bonner, australischer Politiker
- 1922: Helge Christian Bronée, dänischer Fußballspieler
- 1922: Jeanne-Marie de Boccard, Schweizer Juristin, Diplomatin und Frauenrechtlerin
- 1922: Grace Hartigan, US-amerikanische Malerin
- 1922: Fred Naumetz, US-amerikanischer American-Football-Spieler
- 1923: Thad Jones, US-amerikanischer Jazz-Trompeter
- 1923: Bill Richards, kanadischer Geiger und Komponist
- 1924: Gerhard Fritsch, österreichischer Schriftsteller
- 1924: Claire Gagnier, kanadische Sopranistin
- 1924: Arlie Duff, US-amerikanischer Country-Musiker
- 1925: Dorothy DeBorba, US-amerikanische Schauspielerin und Kinderdarstellerin
- 1925: Alberto Grimaldi, italienischer Filmproduzent
- 1925: Hanne-Lore Kuhse, deutsche Sopranistin
- 1925: Doreen Potter, jamaikanische Komponistin und Geigerin

#### 1926–1950
- 1927: Harry Tisch, Mitglied des Politbüros des ZK der SED in der DDR
- 1927: Jaromír Bartoš, tschechischer Philosoph
- 1927: Marianne Fredriksson, schwedische Schriftstellerin
- 1927: Martha Wallner, österreichische Schauspielerin

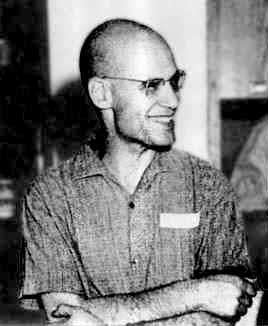
Alexander Grothendieck (* 1928)

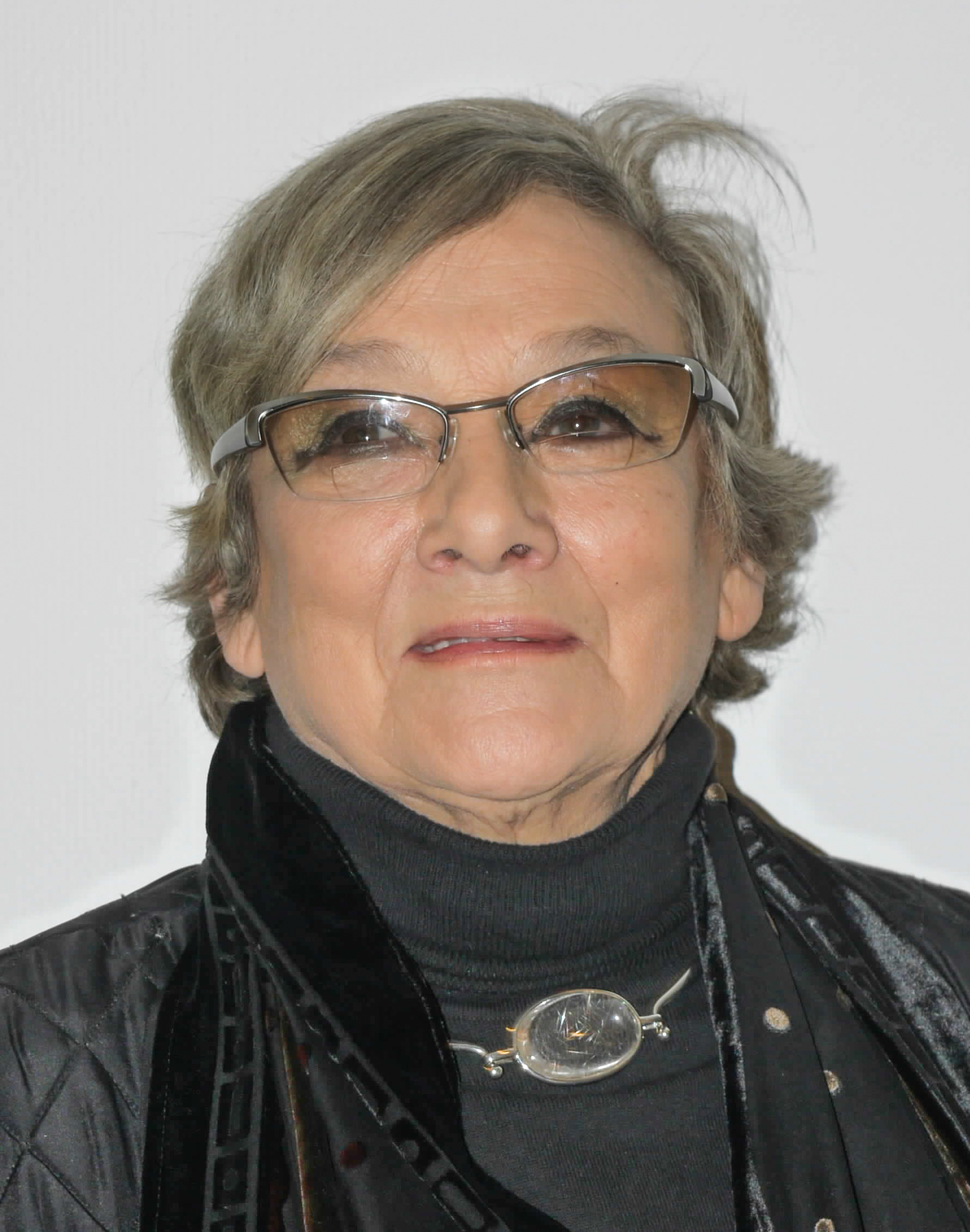
Gunilla Palmstierna-Weiss (* 1928)

- 1928: Alexander Grothendieck, deutschstämmiger französischer Mathematiker
- 1928: Hans Jochen Boecker, deutscher protestantischer Theologe
- 1928: Zbigniew Brzeziński, polnisch-amerikanischer Politikwissenschaftler
- 1928: Gerd Dicke, Weihbischof im Bistum Aachen
- 1928: Henk van Lijnschooten, niederländischer Blasmusikkomponist
- 1928: Gunilla Palmstierna-Weiss, schwedische Bildhauerin, Keramikerin, Bühnenbildnerin und Autorin
- 1928: Hans-Georg Wieck, deutscher Diplomat
- 1929: Paul England, australischer Automobilrennfahrer
- 1929: Takehiro Irokawa, japanischer Schriftsteller
- 1930: Bill Anthony, US-amerikanischer Jazz-Bassist
- 1930: Robert Ashley, US-amerikanischer Komponist
- 1930: Joe Fortunato, US-amerikanischer American-Football-Spieler
- 1930: Jerome Isaac Friedman, US-amerikanischer Physiker
- 1931: Gene Anderson, britische Schauspielerin
- 1933: Frank Murkowski, polnisch-amerikanischer Politiker, Gouverneur von Alaska
- 1933: Juan Sandoval Íñiguez, römisch-katholischer Erzbischof von Guadalajara
- 1934: Guenter Ahlers, US-amerikanischer Physiker
- 1934: Franco Antonelli, italienischer Langstreckenläufer
- 1935: Hubert Hahne, deutscher Rennfahrer
- 1935: Claus Jurichs, deutscher Schauspieler
- 1935: Marita Keilson-Lauritz, deutsche Literaturwissenschaftlerin, LGBT-Aktivistin
- 1935: Józef Szmidt, deutsch-polnischer Leichtathlet
- 1936: Boschidar Abraschew, bulgarischer Komponist, Musiktheoretiker und Politiker
- 1936: Veronika Fitz, bayerische Volksschauspielerin
- 1936: Amancio Ortega, spanischer Textilunternehmer

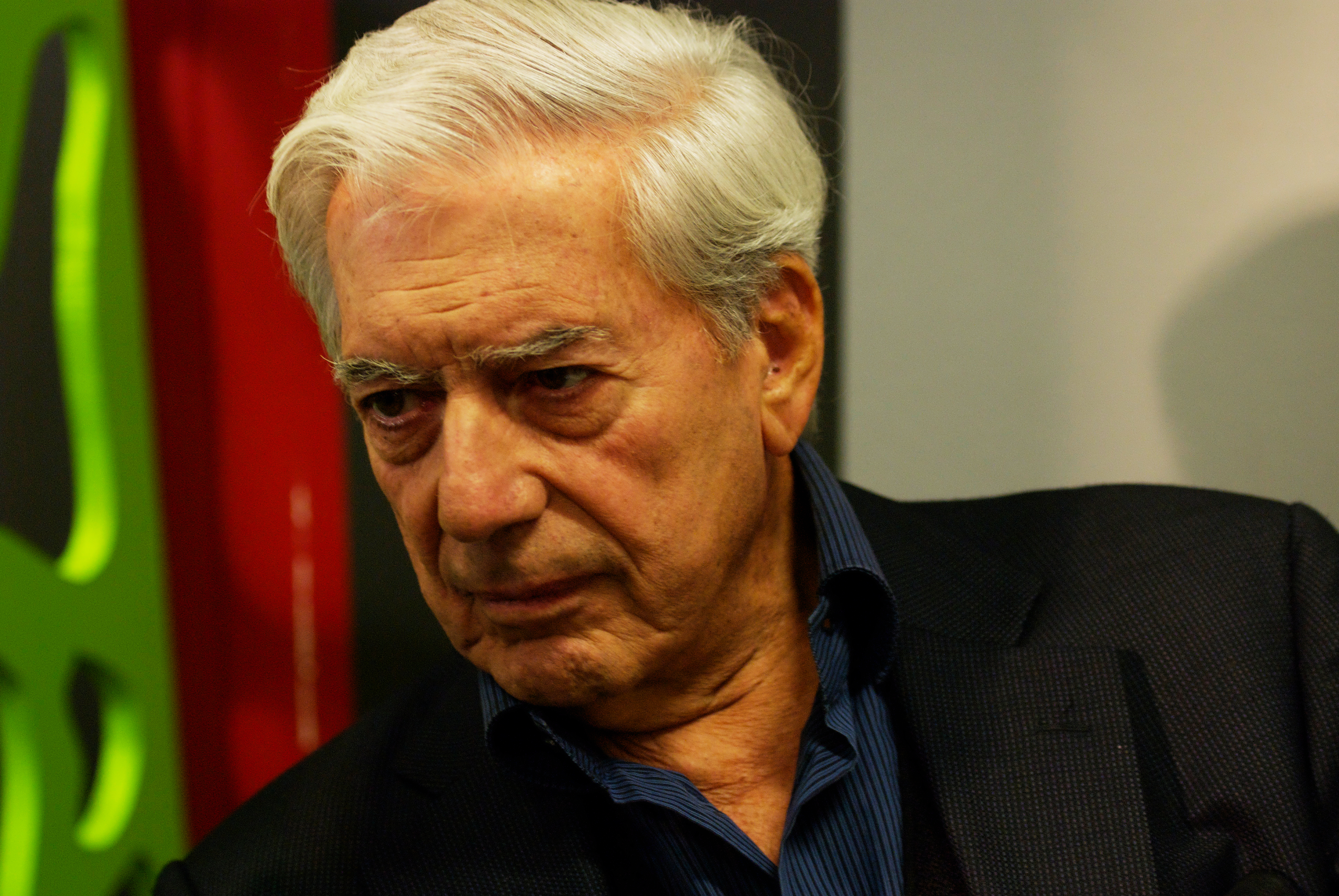
Mario Vargas Llosa (* 1936)

- 1936: Mario Vargas Llosa, peruanischer Schriftsteller und Politiker
- 1937: Ad Abi Karam, libanesischer Priester und Bischof
- 1937: Afra Bianchin Scarpa, italienische Architektin
- 1937: Arthur Winther, australischer Wasserspringer
- 1938: Stanisław Olejniczak, polnischer Basketballspieler
- 1938: Jean-François Piot, französischer Automobil-Rennfahrer
- 1939: Carl-Dieter Spranger, deutscher Politiker
- 1940: Giuseppe Andrich, italienischer Bischof
- 1940: Ben d’Armagnac, niederländischer Performancekünstler
- 1940: Russell Banks, US-amerikanischer Schriftsteller
- 1941: Alf Clausen, US-amerikanischer Komponist
- 1941: Detlev Ganten, deutscher Facharzt für Pharmakologie und molekulare Medizin
- 1941: Holger Bartsch, deutscher Politiker
- 1941: Peter Hladik, deutscher Schauspieler
- 1941: Rolf Zacher, deutscher Schauspieler
- 1941: Zsuzsanna Sirokay, ungarische Pianistin
- 1942: Klaus Ahlheim, deutscher Erziehungswissenschaftler
- 1942: Luis Felipe Areta Sampériz, spanischer Athlet und Priester
- 1942: Bernard Darniche, französischer Automobilrennfahrer
- 1942: Janet L. Nelson, britische Historikerin
- 1942: Conrad Schumann, erster Grenzflüchtling der NVA

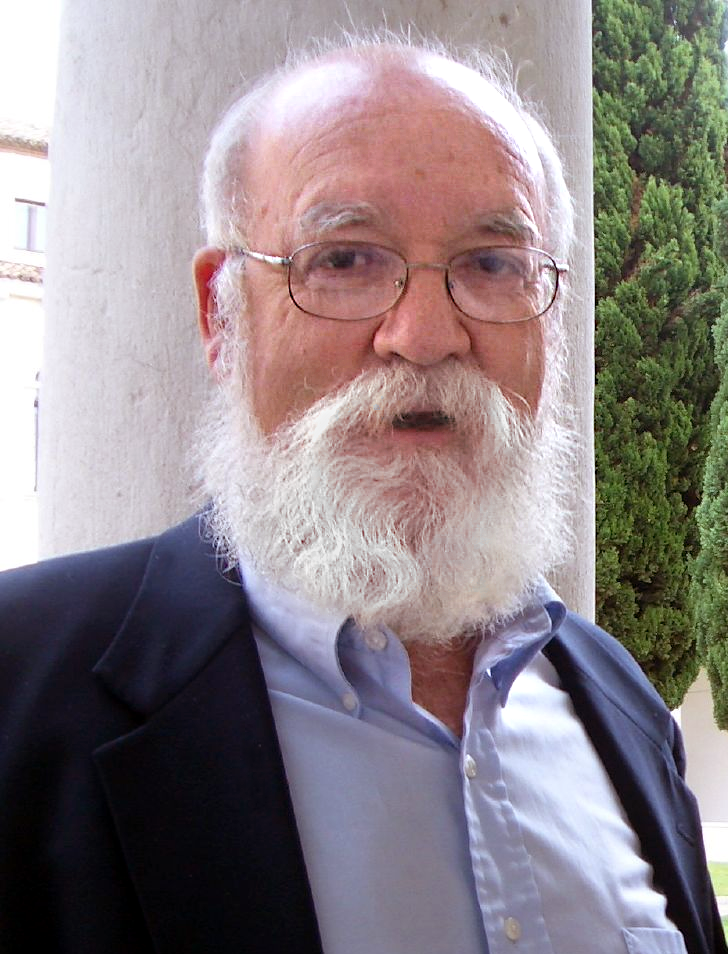
Daniel Dennett (* 1942)

- 1942: Daniel Dennett, US-amerikanischer Philosoph
- 1942: Hartmut Perschau, deutscher Politiker
- 1942: Jerry Sloan, US-amerikanischer Basketballtrainer
- 1942: Mike Newell, britischer Regisseur
- 1942: Neil Kinnock, Vizepräsident der EU-Kommission
- 1942: Pål Tyldum, norwegischer Skilangläufer
- 1943: Philippe de Henning, französischer Designer und Automobilrennfahrer
- 1943: Horst Laqua, deutscher Mediziner
- 1944: Gisela Kallenbach, deutsche Europaabgeordnete
- 1944: Rick Barry, US-amerikanischer Basketballspieler
- 1945: Rodrigo Duterte, Präsident der Philippinen
- 1945: Sally Carr, britische Sängerin (Middle of the Road)
- 1945: Rolf Glasmeier, deutscher Künstler

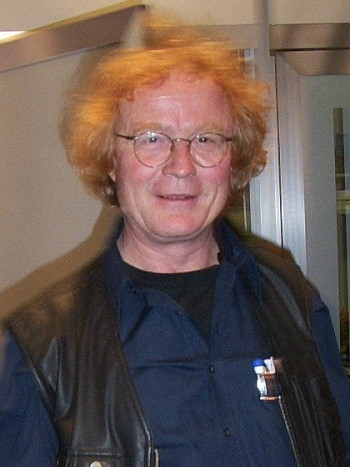
Tilman Röhrig (* 1945)

- 1945: Tilman Röhrig, deutscher Schriftsteller
- 1946: Wubbo Ockels, niederländischer Physiker und Raumfahrer
- 1947: Paul Jackson, US-amerikanischer Kontrabassist und Fusion-Bassgitarrist
- 1948: Walter Balmer, Schweizer Fußballspieler
- 1948: John Evan, britischer Musiker
- 1948: Anne-Kathrein Kretzschmar, deutsche Schauspielerin
- 1948: Dianne Wiest, US-amerikanische Film- und Theaterschauspielerin
- 1949: Josephine Chaplin, US-amerikanische Schauspielerin
- 1949: Ernst Diehl, deutscher Fußballspieler
- 1949: Peter Alltschekow, deutscher Politiker
- 1949: Leslie Valiant, britischer Informatiker, Turingpreisträger
- 1950: Roland Andersson, schwedischer Fußballspieler und -trainer

#### 1951–1975
- 1951: Alain Acart, französischer Kanute
- 1951: Karen Kain, kanadische Balletttänzerin
- 1951: Kazimierz Lewandowski, polnischer Ruderer
- 1951: Matti Pellonpää, finnischer Schauspieler
- 1951: Hans Dieter Pötsch, österreichischer Manager in der Automobilindustrie
- 1951: David Reese, US-amerikanischer Pokerspieler
- 1951: Kjell-Arne Vikström, schwedischer Eishockeyspieler
- 1952: Keith Ashfield, kanadischer Politiker
- 1952: Tony Brise, englischer Automobilrennfahrer
- 1952: Kirsten Hager, deutsche Filmproduzentin
- 1953: Souhaila Andrawes, palästinensische Terroristin
- 1953: Juan Francisco García, mexikanischer Boxer
- 1953: Wolfgang Jäger, deutscher Musiker
- 1953: Melchior Ndadaye, burundischer Politiker
- 1953: Robert Wiesner, österreichischer Fernsehjournalist und Moderator
- 1954: Donald Ray Brown, US-amerikanischer Jazzpianist, -komponist und Musikdozent

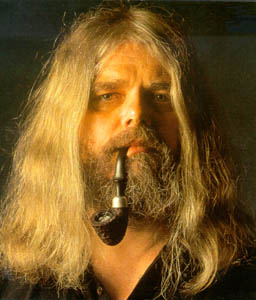
Paweł Szymański (* 1954)

- 1954: Paweł Szymański, polnischer Komponist
- 1955: Reba McEntire, US-amerikanische Country-Sängerin und Schauspielerin
- 1956: Amanda Aizpuriete, lettische Lyrikerin und Übersetzerin
- 1956: Evelin Jahl, deutsche Leichtathletin, Olympiasiegerin
- 1956: Gert Winkelmeier, deutscher Politiker
- 1957: John Murray Anderson, kanadischer Eishockeyspieler
- 1957: Peter Asmussen, dänischer Schriftsteller, Dramatiker und Drehbuchautor
- 1957: Imogen Kimmel, deutsche Regisseurin und Autorin
- 1957: Holger Meitinger, deutscher Eishockeyspieler
- 1958: Elisabeth Andreassen, schwedisch-norwegische Sängerin
- 1958: Curt Hennig, US-amerikanischer Wrestler
- 1958: Heinz Hermann, Schweizer Fußballspieler
- 1959: Jacob de Haan, niederländischer Komponist und Musiker
- 1959: Laura Chinchilla, costa-ricanische Politikerin
- 1959: Stephan-Andreas Casdorff, deutscher Journalist
- 1959: Petra Jauch-Delhees, Schweizer Tennisspielerin
- 1959: Christopher Lamb, US-amerikanischer Perkussionist und Musikpädagoge

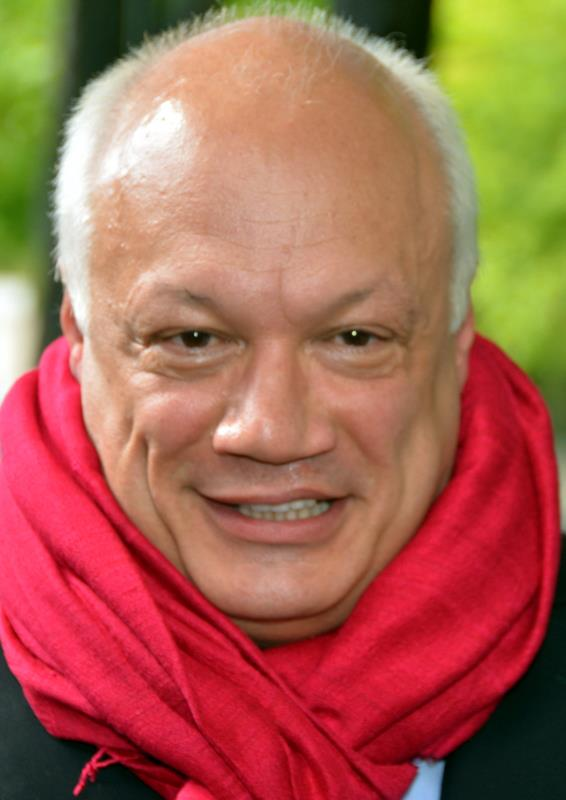
Éric-Emmanuel Schmitt (* 1960)

- 1960: Éric-Emmanuel Schmitt, französischer Schriftsteller
- 1960: Heidi Wiesler, deutsche Skirennläuferin
- 1960: José Maria Neves, kap-verdischer Politiker, Premierminister
- 1961: Michael Wollitz, deutscher Fußballspieler
- 1961: Orla Brady, irische Schauspielerin
- 1961: Volker Lüdecke, deutscher Autor
- 1961: Barbara Wussow, österreichische Schauspielerin
- 1962: Jure Franko, slowenischer Skirennläufer
- 1963: Joe Crawford, deutscher Musiker (PUR)
- 1963: Nino Ananiaschwili, georgische Primaballerina
- 1963: Perry Bräutigam, deutscher Fußballspieler
- 1963: Sigurd Kristensen, dänischer Fußball- und Futsalspieler

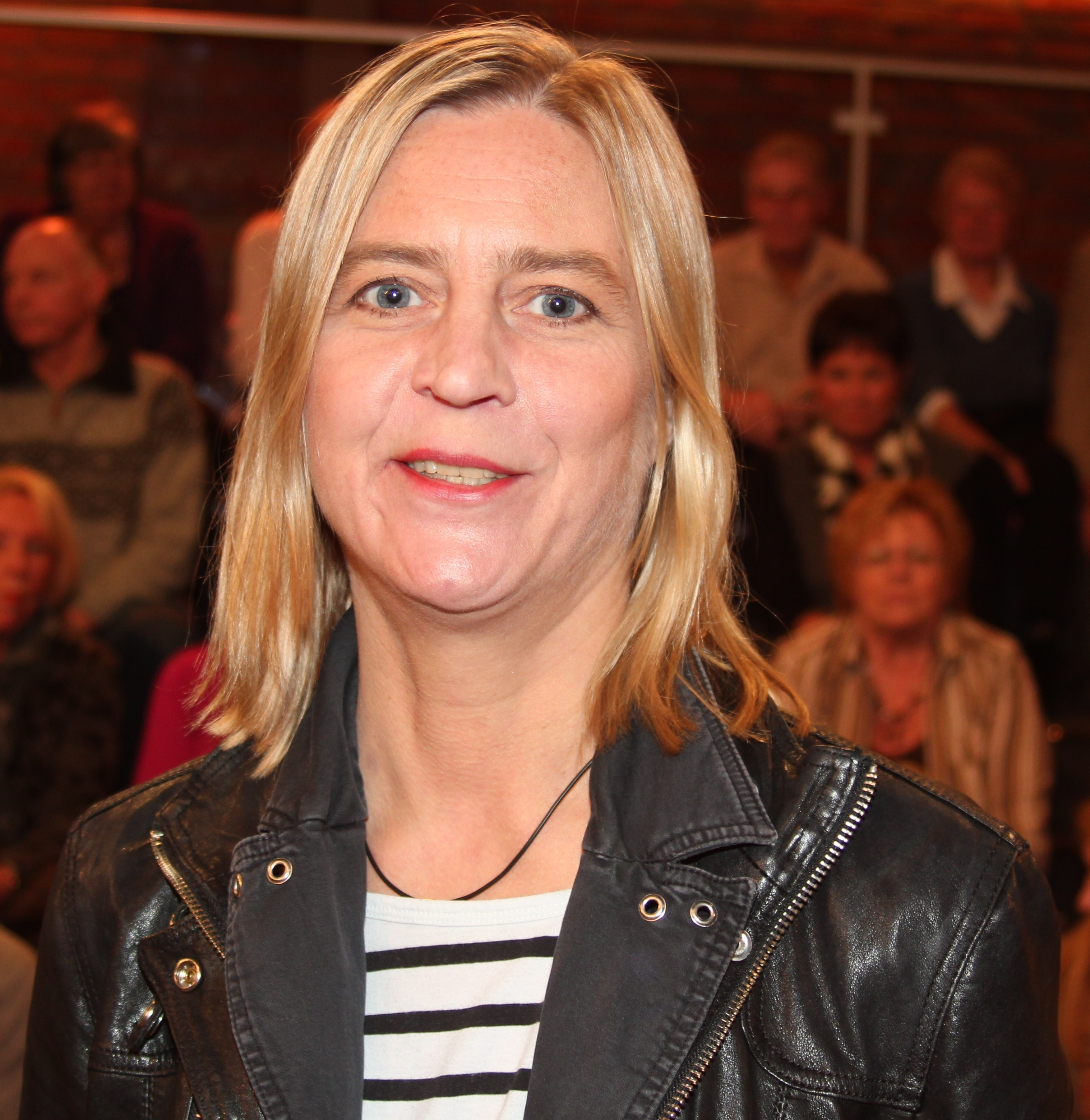
Cornelia Scheel (* 1963)

- 1963: Cornelia Scheel, deutsche Autorin, LGBT-Aktivistin
- 1964: Peter Hanke, österreichischer Manager und Politiker
- 1964: Michael Kubink, deutscher Rechtswissenschaftler, Autor und Justizvollzugsbeauftragter
- 1964: Stefan Offermanns, deutscher Mediziner und Pharmakologe
- 1964: José Antonio Rodríguez, spanischer Flamenco-Gitarrist, Komponist und Musik-Professor
- 1964: Hermann Scherer, deutscher Ratgeberautor
- 1966: Høgni Hoydal, färöischer Politiker
- 1967: Kai Abraham, deutsch-österreichischer Badmintonspieler
- 1967: Giacomo Aula, italienischer Jazzpianist
- 1967: Ingrid Salvenmoser, österreichische Skirennläuferin
- 1968: Ina Bleiweiß, deutsche Schauspielerin
- 1968: Toby Gad, deutscher Musikproduzent und Songwriter
- 1969: Rodney Atkins, US-amerikanischer Countrysänger
- 1969: Brett Ratner, US-amerikanischer Regisseur
- 1969: Ingrid Stöckl, österreichische Skirennläuferin
- 1969: Ilke Wyludda, deutsche Leichtathletin, Olympiasiegerin
- 1970: Vince Vaughn, US-amerikanischer Schauspieler

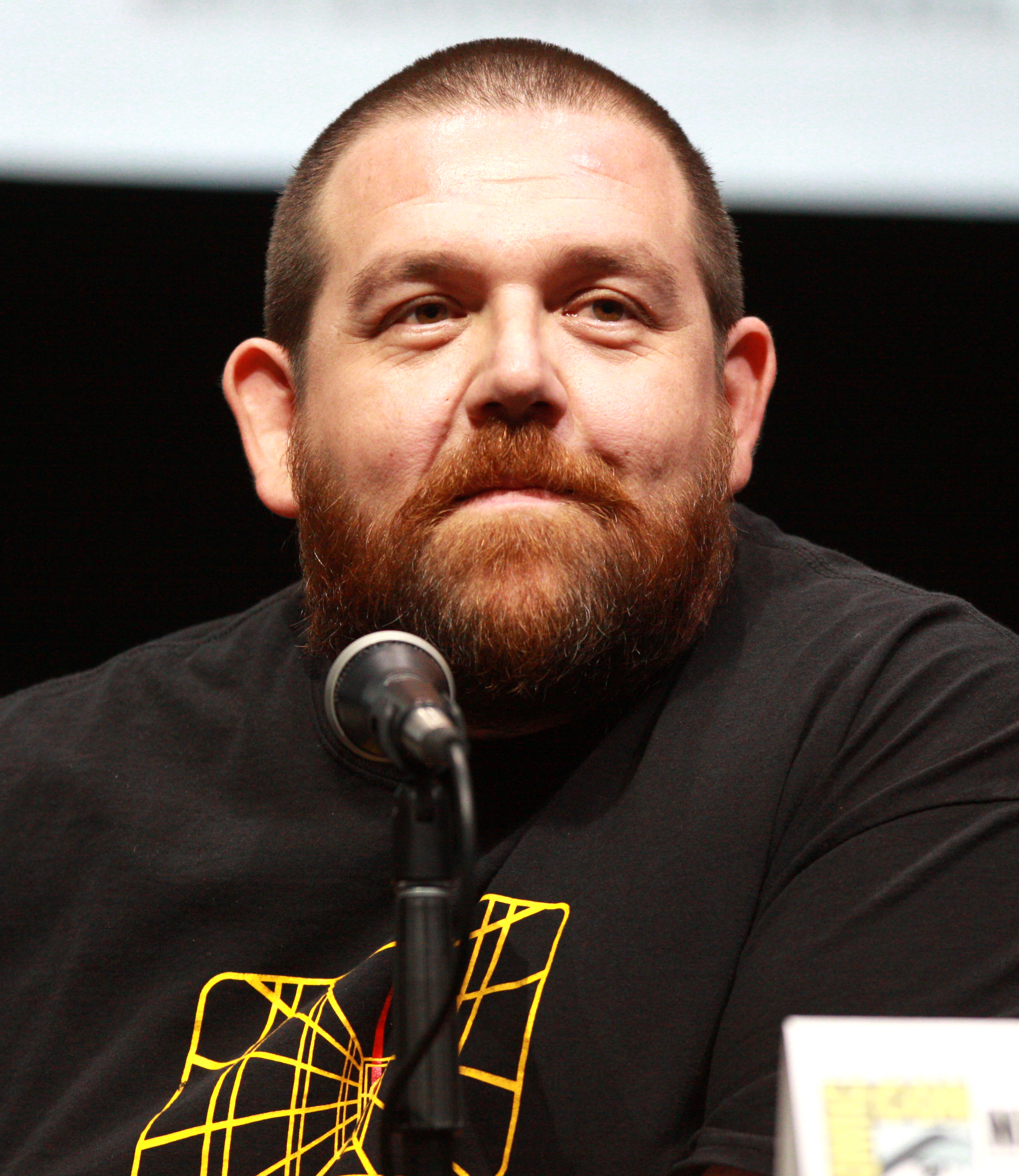
Nick Frost (* 1972)

- 1972: Nick Frost, britischer Schauspieler und Drehbuchautor
- 1972: Devinn Lane, Fotomodell und Pornodarstellerin, -regisseurin und -produzentin
- 1972: Olga Nikolajewna Jegorowa, russische Langstreckenläuferin
- 1972: Nathalie Santer, italienische Biathletin

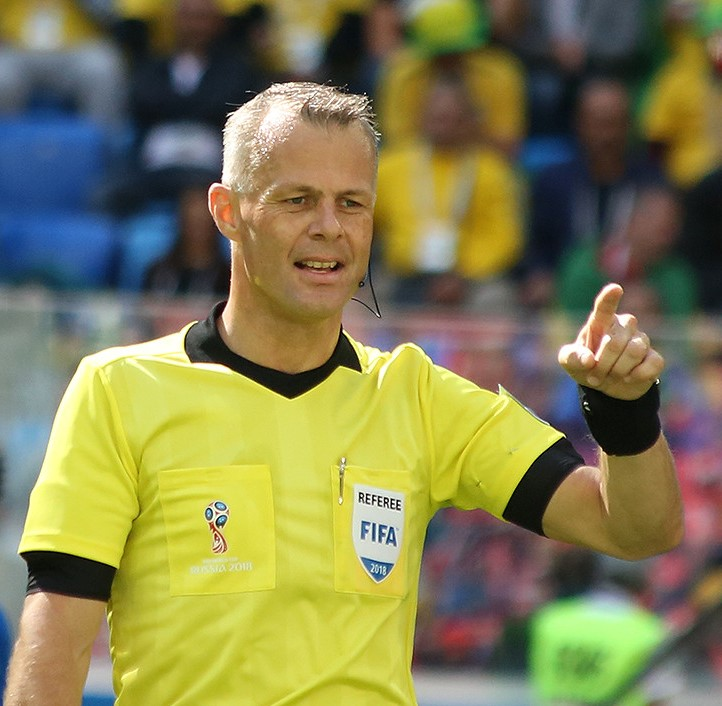
Björn Kuipers (* 1973)

- 1973: Björn Kuipers, niederländischer Fußballschiedsrichter
- 1974: Mark King, englischer Snookerspieler
- 1974: Matthias Koeberlin, deutscher Schauspieler
- 1974: Johanna Paasikangas-Tella, finnische Schachspielerin
- 1975: Fabrizio Gollin, italienischer Automobilrennfahrer
- 1975: Iván Helguera, spanischer Fußballspieler
- 1975: Richard Kelly, US-amerikanischer Regisseur und Drehbuchautor
- 1975: Salvatore Commesso, italienischer Radrennfahrer
- 1975: Derek Hill, US-amerikanischer Rennfahrer
- 1975: Nicholas Tzavaras, US-amerikanischer Cellist und Musikpädagoge
- 1975: Adam Weiner, polnischer Handballspieler

#### 1976–2000
- 1976: Haruchika Aoki, japanischer Motorradrennfahrer
- 1976: Tim Mullen, britischer Automobilrennfahrer

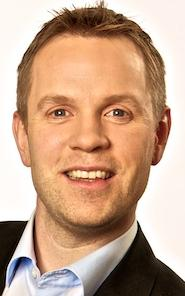
Nils Wiechmann (* 1976)

- 1976: Nils Wiechmann, deutscher Politiker, MdL
- 1976: Fritz Emeran, ruandisch-französischer Fußballspieler
- 1976: Dave Keuning, US-amerikanischer Gitarrist (The Killers)
- 1977: Devon, US-amerikanische Pornodarstellerin
- 1977: Hannes Seidl, deutscher Komponist
- 1977: Fabian Unteregger, Schweizer Komiker und Moderator
- 1977: Annie Wersching, US-amerikanische Schauspielerin
- 1978: Nafisa Joseph, indisches Model
- 1979: Kim Adler, deutscher Fernsehmoderator und Reporter
- 1979: Anneke Dürkopp, deutsche Fernsehmoderatorin
- 1979: Dennie Klose, deutscher Fernsehmoderator
- 1980: Albert Streit, deutscher Fußballspieler
- 1980: Luke Walton, US-amerikanischer Basketballtrainer und -trainer
- 1981: Grazielle Pinheiro Nascimento, brasilianische Fußballspielerin
- 1981: Karoline Edtstadler, österreichische Juristin und Politikerin

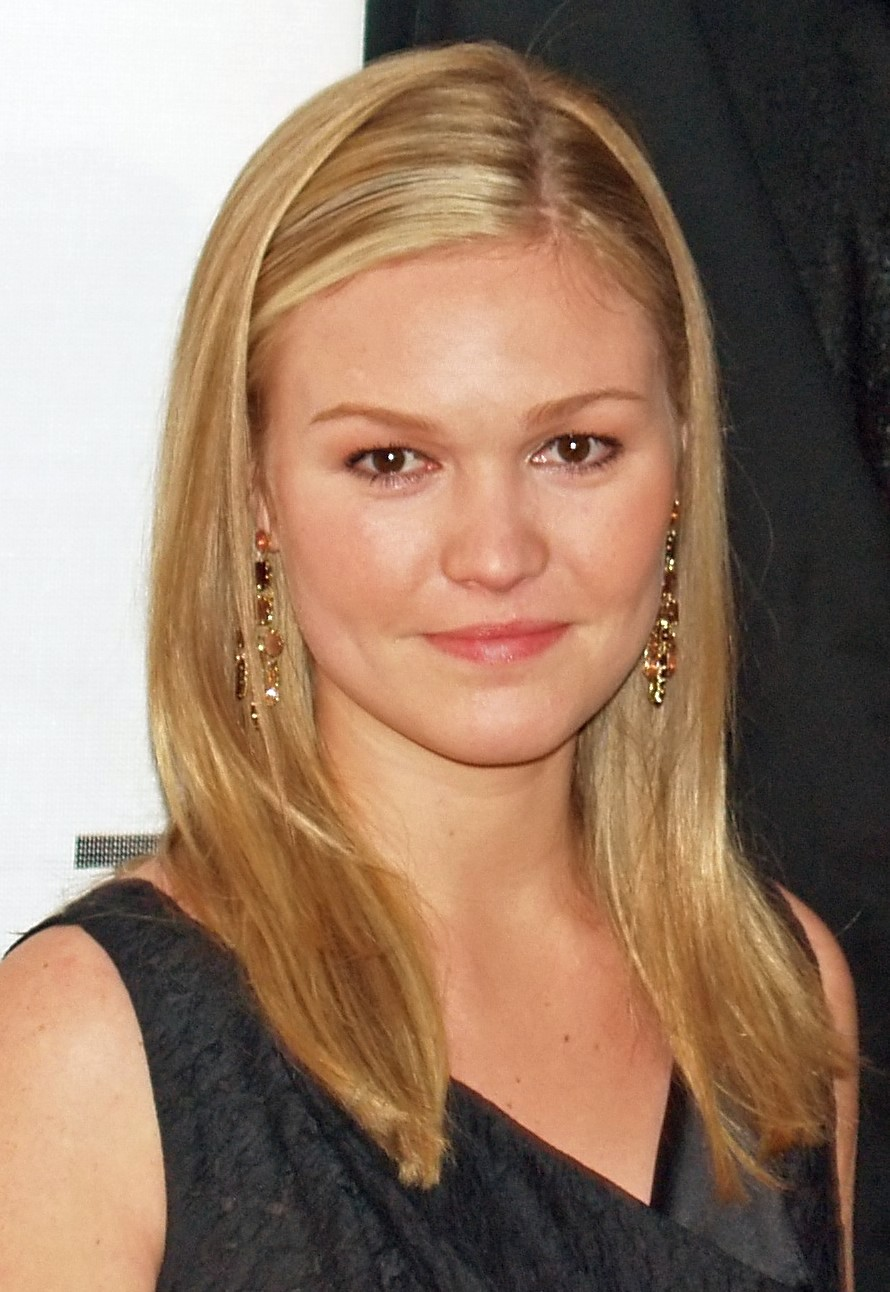
Julia Stiles (* 1981)

- 1981: Julia Stiles, US-amerikanische Schauspielerin
- 1982: Luis Tejada, panamaischer Fußballspieler
- 1983: Ladji Doucouré, französischer Leichtathlet
- 1984: Mensur Mujdža, kroatisch-bosnisch-herzegowinischer Fußballspieler
- 1984: Christopher Samba, kongolesisch-französischer Fußballspieler
- 1985: Raffael, brasilianischer Fußballspieler
- 1985: Julia Jurack, deutsche Handballspielerin
- 1985: Chris Long, US-amerikanischer American-Football-Spieler
- 1985: Steve Mandanda, französischer Fußballtorhüter
- 1985: Benjamin Trautvetter, deutscher Handballspieler
- 1985: Stan Wawrinka, Schweizer Tennisspieler
- 1985: Sandra Zurbuchen, Schweizer Unihockeyschiedsrichterin
- 1986: Habib Bellaïd, französisch-algerischer Fußballspieler
- 1986: Adaílson Pereira Coelho, brasilianischer Fußballspieler

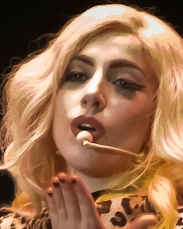
Lady Gaga (* 1986)

- 1986: Lady Gaga, US-amerikanische Sängerin, Songwriterin und Unternehmerin
- 1987: Kagney Linn Karter, US-amerikanische Pornodarstellerin
- 1986: J-Kwon, US-amerikanischer Rapper
- 1987: Asier Arranz Martín, spanischer Fußballspieler
- 1988: Geno Atkins, US-amerikanischer American-Football-Spieler
- 1989: Jon Aberasturi, spanischer Straßenradrennfahrer
- 1989: Michel Avanzini, schweizerischer Fußballspieler
- 1989: Nicholas Boulle, US-amerikanischer Unternehmer und Automobilrennfahrer
- 1990: Michail Antonio, englischer Fußballspieler
- 1990: Laura Harrier, US-amerikanische Schauspielerin und Model
- 1990: Luca Marrone, italienischer Fußballspieler
- 1991: Julián Cuesta, spanischer Fußballtorhüter
- 1991: Lukas Hinterseer, österreichischer Fußballspieler
- 1991: Lisa-Maria Moser, österreichische Tennisspielerin
- 1991: Ryu Hye-young, südkoreanische Schauspielerin
- 1992: Erhan Aslan, türkischer Fußballtorwart
- 1992: Jake Brown, US-amerikanischer Biathlet
- 1993: Tunahan Eser, türkischer Badmintonspieler
- 1993: Matija Nastasić, serbischer Fußballspieler
- 1993: Julia Behnke, deutsche Handballspielerin
- 1994: Tigist Assefa, äthiopische Mittelstreckenläuferin
- 1994: Cheng Fangming, chinesischer Biathlet
- 1996: Ramona Hofmeister, deutsche Snowboarderin
- 1996: Benjamin Pavard, französischer Fußballspieler
- 1998: Elsa Fermbäck, schwedische Skirennläuferin
- 1999: Aaron Opoku, deutscher Fußballspieler
- 2000: Anna Hoffmann, US-amerikanische Skispringerin

### 21. Jahrhundert
- 2001: Hannah Auchentaller, italienische Biathletin, Weltmeisterin
- 2002: Daniel Tschofenig, österreichischer Skispringer
- 2005: Tate Frantz, US-amerikanischer Skispringer und Nordischer Kombinierer
- 2007: Quan Hongchan, chinesische Wasserspringerin, Olympiasiegerin, Weltmeisterin

## Gestorben

### Vor dem 16. Jahrhundert
- 0193: Pertinax, römischer Kaiser
- 0592: Guntram I., König von Burgund und Orléans
- 0966: Flodoard von Reims, westfränkischer Chronist
- 1038: Hai Gaon, Oberhaupt der jüdischen Akademie in Pumbedita
- 1072: Ordulf, Herzog von Sachsen
- 1084: Heinrich, Patriarch von Aquileja
- 1100: Adelheid von Weimar-Orlamünde, Pfalzgräfin
- 1134: Stephan Harding, Heiliger und Abt der Zisterzienser
- 1192: Eggehardus, erster Abt des Klosters Marienfeld
- 1214: Daniel Milík, Bischof von Prag
- 1223: Bernhard III. von Oesede, Bischof von Paderborn

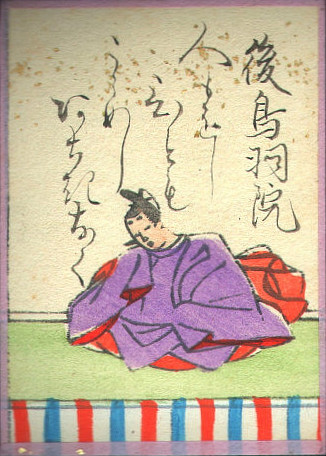
Go-Toba († 1239)

- 1239: Go-Toba, 82. Kaiser von Japan
- 1241: Waldemar II. genannt „der Sieger“, König von Dänemark
- 1242: Theoderich II. von Wied, Erzbischof und Kurfürst von Trier
- 1285: Martin IV., Papst
- 1304: Wigbold von Holte, Erzbischof von Köln von 1297 bis 1304
- 1312: Konrad IV. von Fohnsdorf, Erzbischof von Salzburg
- 1317: Walter Maidstone, Bischof von Worcester
- 1334: Rudolf III. von Montfort, Bischof von Chur und Konstanz
- 1342: Pierre de Faucigny, Bischof von Genf
- 1421: Thomas de Camoys, 1. Baron Camoys, englischer Adeliger
- 1461: John Clifford, 9. Baron de Clifford, englischer Adliger und Militär
- 1461: John Stafford, englischer Adliger, Jurist und Politiker

### 16. bis 18. Jahrhundert
- 1501: Jean de La Tour, Graf von Auvergne
- 1501: Martin Prenninger, genannt Martinus Uranius, deutscher Humanist und Rechtsgelehrter
- 1516: Kunz von Lüchau, Brandenburg-Kulmbacher Amtmann in Selb und Rehau und sächsischer Amtmann in Schleiz
- 1523: Ludwig I. von Löwenstein, Reichsgraf, Stammvater des Hauses Löwenstein-Wertheim
- 1524: Elisabeth von Brandenburg, Herzogin von Württemberg
- 1524: Ingrid Persdotter, (fiktive) schwedische Nonne
- 1529: Philipp II. von Hanau-Münzenberg, Graf von Hanau-Münzenberg
- 1552: Angad Dev, Gründer-Gurus des Sikhismus
- 1560: Christoph Zobel, deutscher Jurist
- 1561: Bartholomäus V. Welser, deutscher Patrizier und Großkaufmann
- 1566: Siegmund von Herberstein, österreichischer kaiserlicher Rat und Gesandter am russischen Hof
- 1572: Annecke Lange, Opfer der Hexenverfolgungen in Neustadt am Rübenberge
- 1584: Iwan IV. (der Schreckliche), der erste gekrönte russische Zar
- 1579: Juan Fernández de Navarrete, spanischer Maler
- 1600: Salomon Alberti, deutscher Mediziner
- 1610: Wolfgang II. von Hohenlohe, Graf von Hohenlohe und Herr von Langenburg
- 1620: Nikolaus Arresdorf, deutscher Geistlicher und Weihbischof
- 1624: Richard Sackville, 3. Earl of Dorset, englischer Adeliger und Staatsmann
- 1638: Marie Touchet, französische Adlige und Mätresse des französischen Königs Karl IX.
- 1655: Kaspar Friederich, Bürgermeister von St. Gallen
- 1684: John Lambert, englischer Militär und Politiker
- 1687: Constantijn Huygens, Dichter aus den Niederlanden
- 1690: Emmanuel Tzanes, kretischer Maler
- 1691: Philipp Jakob Baudrexel, deutscher Theologen, Komponist, Hof- und Domkapellmeister
- 1698: Franz Andrä von Orsini-Rosenberg, Landeshauptmann von Kärnten
- 1701: Domenico Guidi, italienischer Bildhauer
- 1703: Johann Brunetti, Titularbischof von Lacedaemonia und Weihbischof in Breslau
- 1703: Hans Christian Eiffler, Bürgermeister von Altona
- 1712: Jan van der Heyden, niederländischer Maler und Erfinder
- 1719: Johann Anton Gumpp, österreichischer Maler
- 1722: Na’od II., Negus von Äthiopien
- 1736: Johann Reinhard III. von Hanau, Graf von Hanau-Lichtenberg und Hanau-Münzenberg
- 1743: Karl Friedrich, Herzog von Sachsen-Meiningen
- 1746: Bernhard Walther Marperger, deutscher lutherischer Theologe
- 1757: Robert François Damiens, französischer Attentäter
- 1758: Friedrich Wilhelm von Dossow, preußischer Generalfeldmarschall, Gouverneur von Wesel
- 1760: Peg Woffington, irische Schauspielerin
- 1765: Arthur Dobbs, irischer Politiker, Gouverneur der königlichen Kolonie North Carolina
- 1774: Johann Friedrich Zeumer, Hof- und Justizrat im Dienste des Kurfürsten von Sachsen
- 1779: Woldemar Salomo Hausdorf, deutscher evangelischer Theologe
- 1794: Marie Jean Antoine Nicolas Caritat, Marquis de Condorcet, französischer Philosoph, Mathematiker, Politiker und Kommunikationstheoretiker

### 19. Jahrhundert

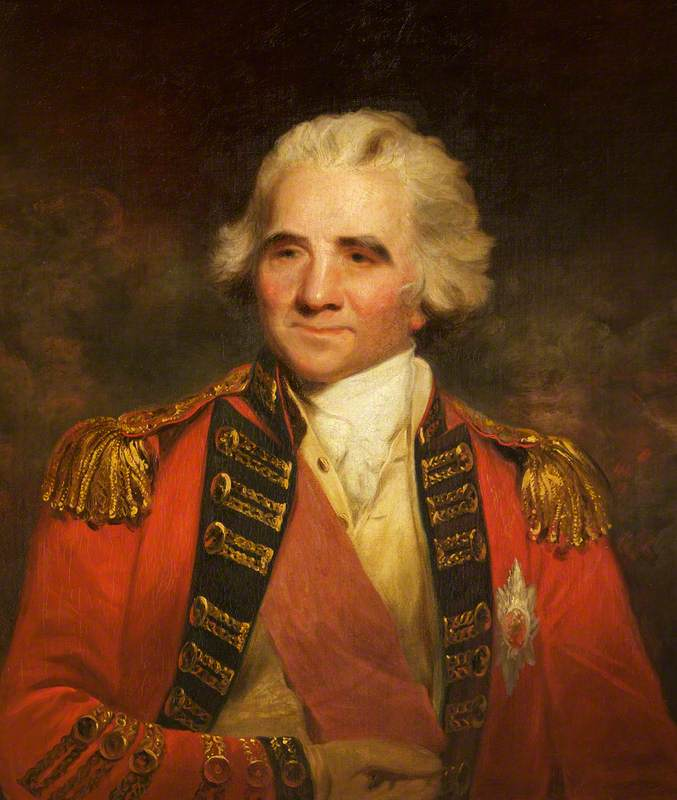
Ralph Abercromby († 1801)

- 1801: Ralph Abercromby, britischer General
- 1804: Friedrich Christian Kaas, dänischer Kammerherr und Admiral
- 1814: Clodion, französischer Bildhauer
- 1820: Josef Speckbacher, Tiroler Freiheitskämpfer
- 1829: Johann Baptist von Schiber, deutscher Jurist
- 1831: Michał Hieronim Radziwiłł, litauisch-polnischer Magnat
- 1832: Ernst Friedrich von Schlotheim, deutscher Geologe, Paläontologe und herzoglich sachsen-coburg-gothaischer Oberhofmarschall
- 1835: Christian Günther von Bernstorff, dänischer und preußischer Staatsmann
- 1835: Ernst Konstantin von Schubert, deutscher Jurist und Beamter in Schweden, Schwedisch-Pommern und Preußen
- 1837: Benjamin Adams, US-amerikanischer Politiker
- 1837: Friedrich Leonhardi, deutscher Advokat, Regierungsprokurator und Abgeordneter im Fürstentum Waldeck
- 1838: Thomas Attwood, englischer Komponist und Organist
- 1840: Vincent Delacour, französischer Komponist
- 1840: Simon L’Huilier, Schweizer Mathematiker
- 1840: Anton Friedrich Justus Thibaut, deutscher Rechtswissenschaftler
- 1842: Wilhelm von Anns, deutscher Kaufmann und Politiker
- 1843: Friedrich Wilhelm Karl von Aderkas, deutscher Offizier und Professor
- 1850: Johann-Conrad Appenzeller, schweizerischer Pfarrer und Volksschriftsteller
- 1850: Johann Ludwig Bleuler, Schweizer Maler und Verleger
- 1850: Bernt Michael Holmboe, norwegischer Mathematiker und Didaktiker
- 1851: Carl Ludwig Heusler, deutscher Unternehmer und Bergbeamter
- 1853: Eduard von Lannoy, flämisch-österreichischer Schriftsteller, Musikpädagoge, Dirigent und Komponist
- 1855: William S. Archer, US-amerikanischer Politiker
- 1856: Pjotr Iwanowitsch Turtschaninow, russischer Komponist
- 1858: Willem Alberda van Ekenstein, niederländischer Chemiker
- 1859: Carl Ackermann, deutscher Verleger
- 1861: Josef Staudigl, österreichischer Sänger
- 1868: James Brudenell, 7. Earl of Cardigan, britischer General
- 1869: Jules Joseph Gabriel, französischer Theaterdichter und Librettist

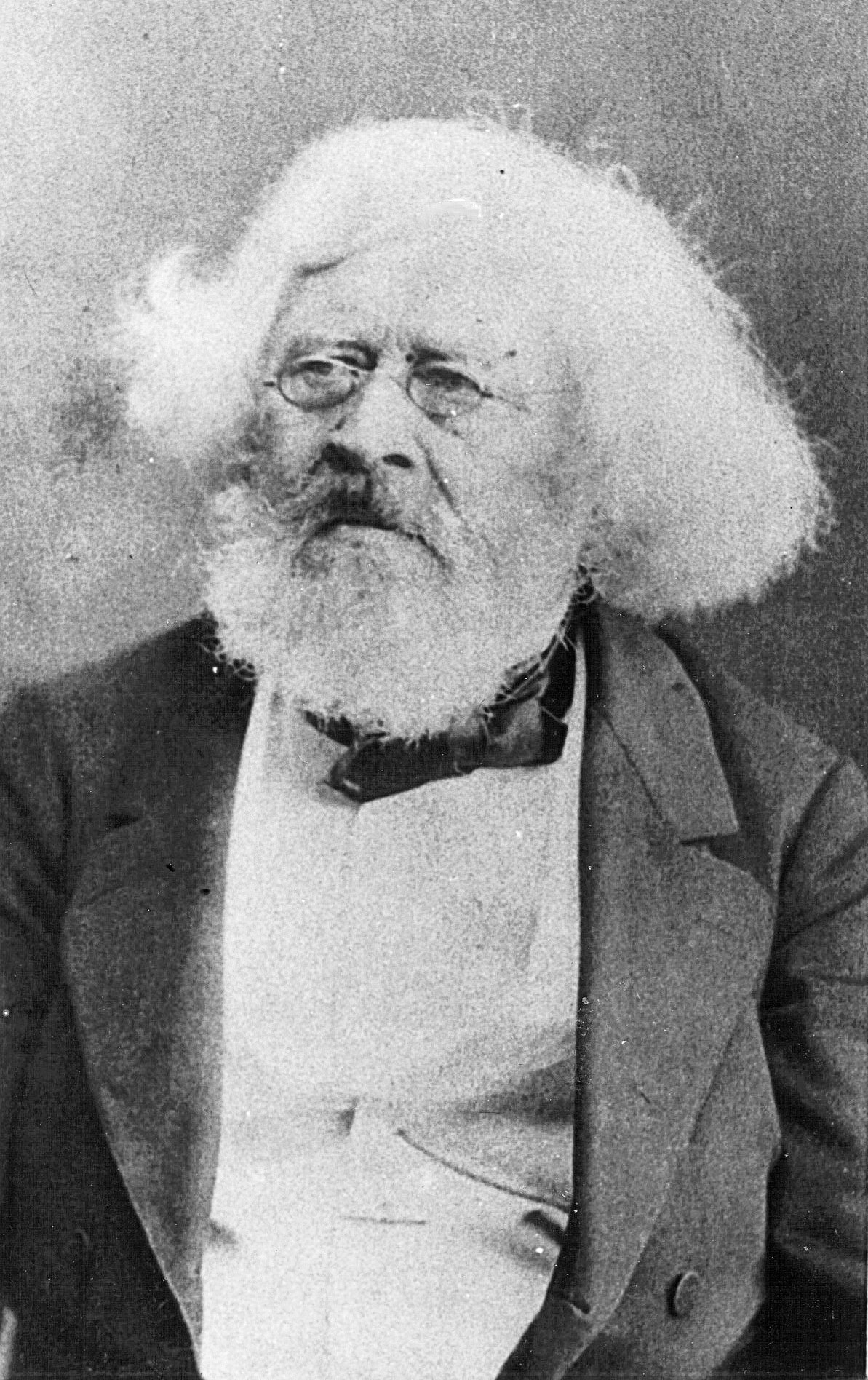
Peter Andreas Hansen († 1874)

- 1874: Peter Andreas Hansen, deutscher Astronom
- 1875: Engelbert-August von Arenberg, Herzog von Arenberg

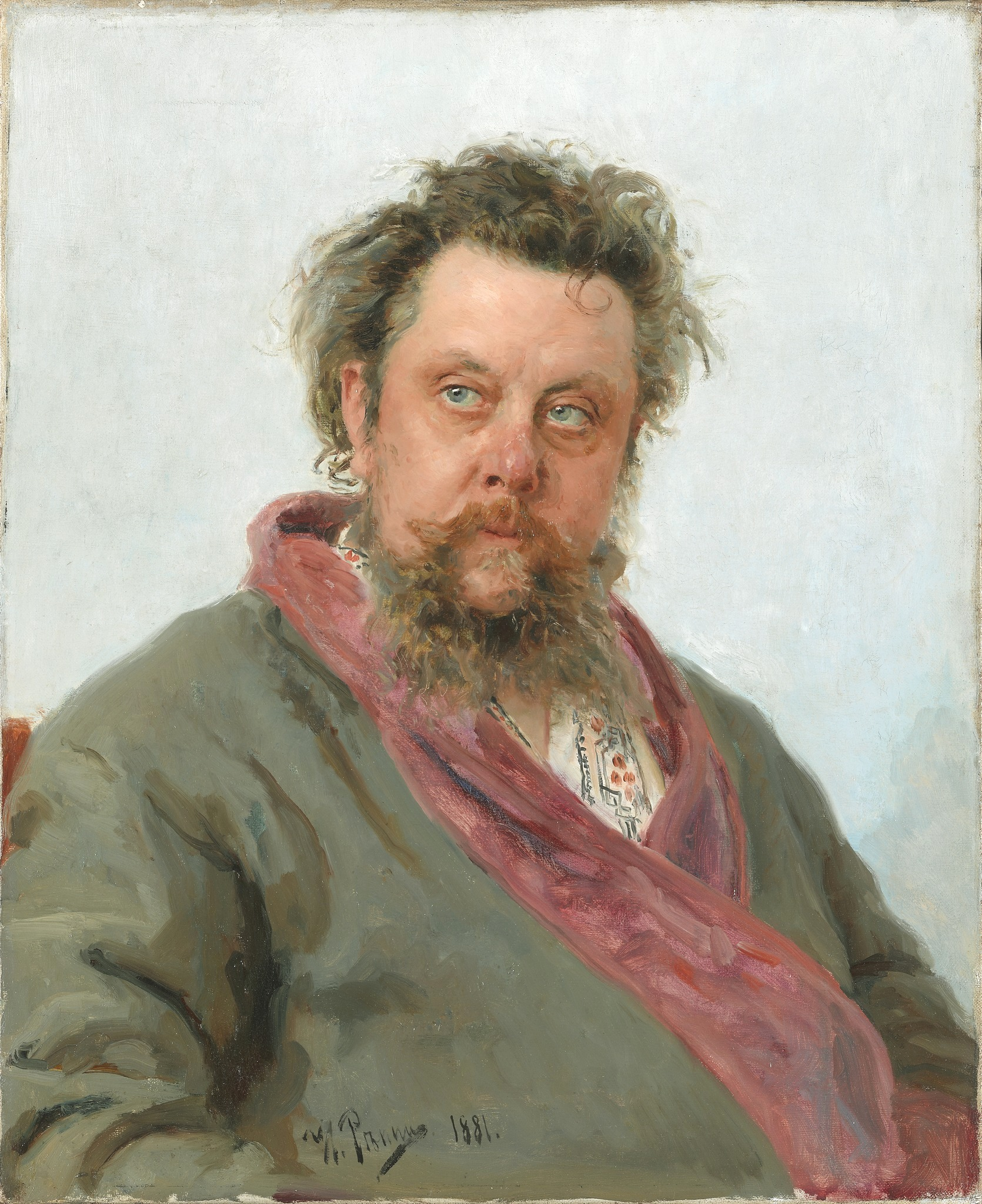
Modest Mussorgski († 1881)

- 1881: Modest Petrowitsch Mussorgski, russischer Komponist
- 1881: Joseph Renftle, altkatholischer Geistlicher
- 1883: Lorenz Diefenbach, deutsch Schriftsteller und Sprachwissenschaftler
- 1883: Gustav Langerfeldt, braunschweigischer Jurist und Politiker

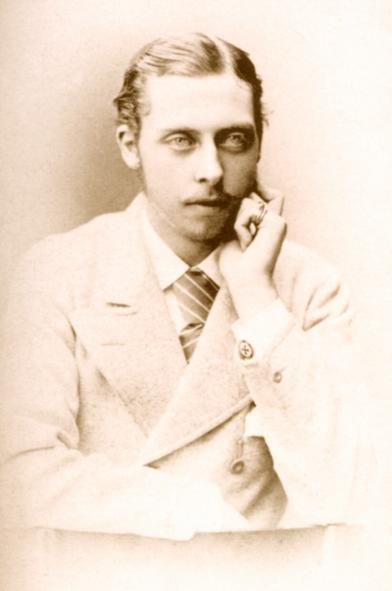
Leopold, Duke of Albany († 1884)

- 1884: Leopold, 1. Duke of Albany, Sohn von Königin Viktoria von Großbritannien und Prinz Albert

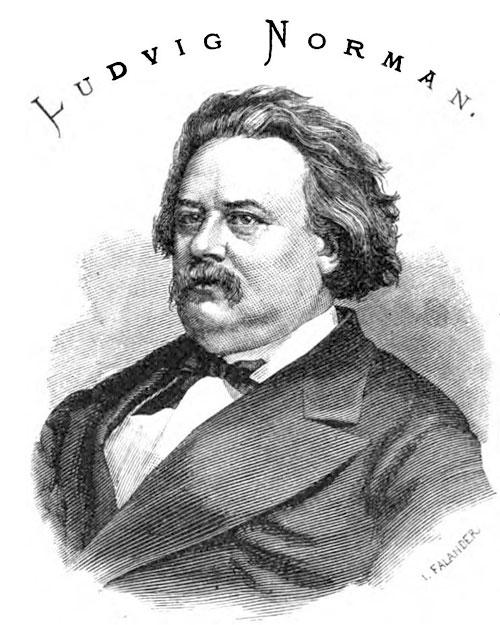
Ludvig Norman († 1885)

- 1885: Ludvig Norman, schwedischer Dirigent und Komponist
- 1887: William Smithe, kanadischer Politiker
- 1888: Louis Arrighi de Casanova, Herzog von Padua und französischer Politiker
- 1891: Friedrich Stoltze, deutscher Heimat- und Mundartdichter
- 1893: Xavier Boisselot, französischer Komponist und Klavierbauer
- 1900: Vincent Graf Benedetti, französischer Diplomat
- 1900: Petrus Jacobus Joubert, Generalkommandant der südafrikanischen Republik

### 20. Jahrhundert
- 1902: Conrad Wilhelm Hase, deutscher Architekt
- 1903: Émile Baudot, französischer Ingenieur und Erfinder
- 1906: Sándor Bihari, ungarischer Maler
- 1906: Karl Rudolf Seyerlen, deutscher evangelischer Theologe
- 1915: Catharina van Rees, niederländische Dichterin, Schriftstellerin, Komponistin und Feministin
- 1916: Arnold Heimann, Schweizer Lehrer und Bühnenautor in Mundart
- 1919: Samuel Train Dutton, US-amerikanischer Pädagoge und Friedensaktivist
- 1922: Julius Wieting, deutscher Chirurg
- 1927: Hermann Ernst Ludwig Viktor Ambronn, deutscher Botaniker und Physiker
- 1928: Paul Born-Moser, Schweizer Fabrikant und Insektenkundler
- 1937: James B. Frazier, US-amerikanischer Politiker
- 1937: Josef Klička, tschechischer Organist, Komponist, Dirigent, Geiger und Pädagoge

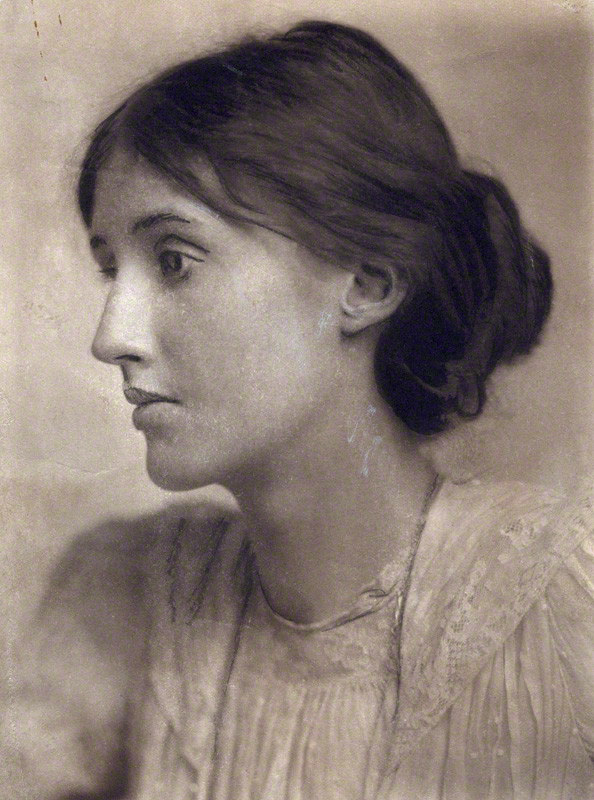
Virginia Woolf († 1941)

- 1941: Virginia Woolf, britische Schriftstellerin
- 1943: Maria Lemmé, deutsche Malerin und NS-Opfer
- 1943: Sergei Wassiljewitsch Rachmaninow, russischer Pianist, Komponist und Dirigent
- 1944: Fanny Opfer, deutsche Sopranistin, Opfer des Holocaust
- 1944: Jean-Marie Plum, belgischer Komponist und Organist
- 1947: Ilse Salberg, deutsche Fotografin und Kunstmäzenatin
- 1948: John Duncan MacLean, kanadischer Politiker
- 1949: Theodor Seitz, deutscher Kolonialpolitiker
- 1950: Ernst Hellinger, deutscher Mathematiker
- 1951: Georg Otto Angerer, deutscher Politiker
- 1953: Jim Thorpe, US-amerikanischer Leichtathlet
- 1956: Burghard Breitner, österreichischer Chirurg
- 1956: Thomas de Hartmann, ukrainisch-russischer Komponist
- 1957: Jack Butler Yeats, irischer Künstler
- 1958: W. C. Handy, US-amerikanischer Blues-Komponist, Trompeter und Bandleader („Vater des Blues“)
- 1959: María Guggiari Echeverría, Ordensschwester der Karmeliten, Selige
- 1962: David Wijnveldt, niederländischer Fußballspieler
- 1962: Hugo Wast, argentinischer Schriftsteller
- 1963: Tollef Tollefsen, norwegischer Ruderer
- 1965: Iwan Wassiljewitsch Boldin, Chef der sowjetischen Militäradministration Thüringen
- 1967: Berta Lask, deutsche Dichterin

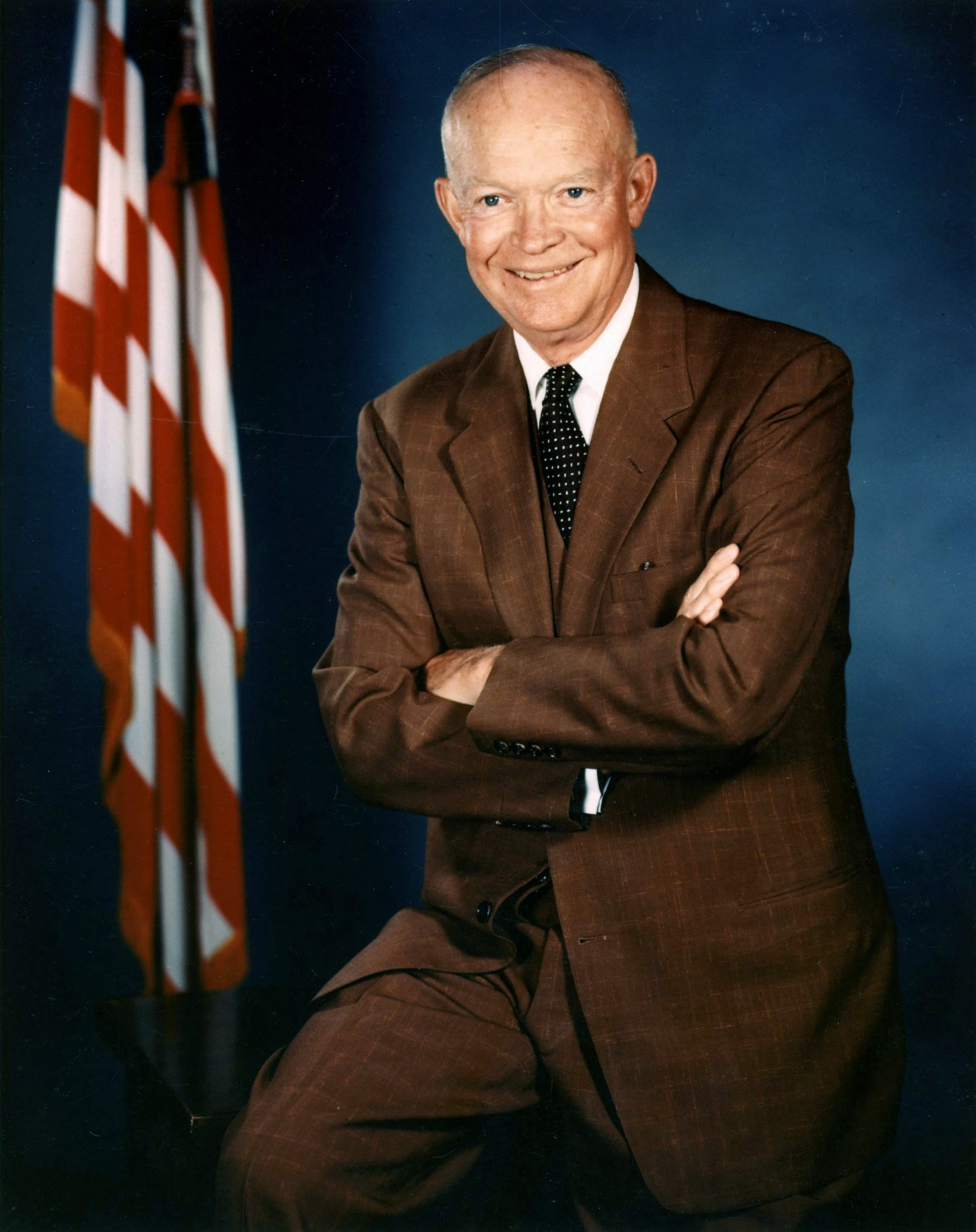
Dwight D. Eisenhower († 1969)

- 1969: Dwight D. Eisenhower, US-amerikanischer General und Staatspräsident
- 1970: Kingsley A. Taft, US-amerikanischer Politiker
- 1971: Katharine Parker, australische Pianistin und Komponistin
- 1974: Françoise Rosay, französische Schauspielerin
- 1975: Sophie Dorothea Eckener, deutsche Malerin, Grafikerin und Porträtmalerin
- 1977: Waldo de los Ríos, argentinischer Pianist, Orchesterleiter, Arrangeur und Komponist
- 1979: Claire Préaux, belgische Altphilologin und Althistorikerin
- 1978: Kurt Angermann, deutscher Verwaltungsjurist
- 1980: Dick Haymes, argentinischer Sänger
- 1981: Michail Nossyrew, russischer Komponist
- 1982: William Adkins, kanadischer Theaterkoordinator und Bühnenbildner
- 1982: William Francis Giauque, US-amerikanischer Chemiker
- 1985: Hannelore Schlaf, deutsche Tischtennisspielerin und -funktionärin

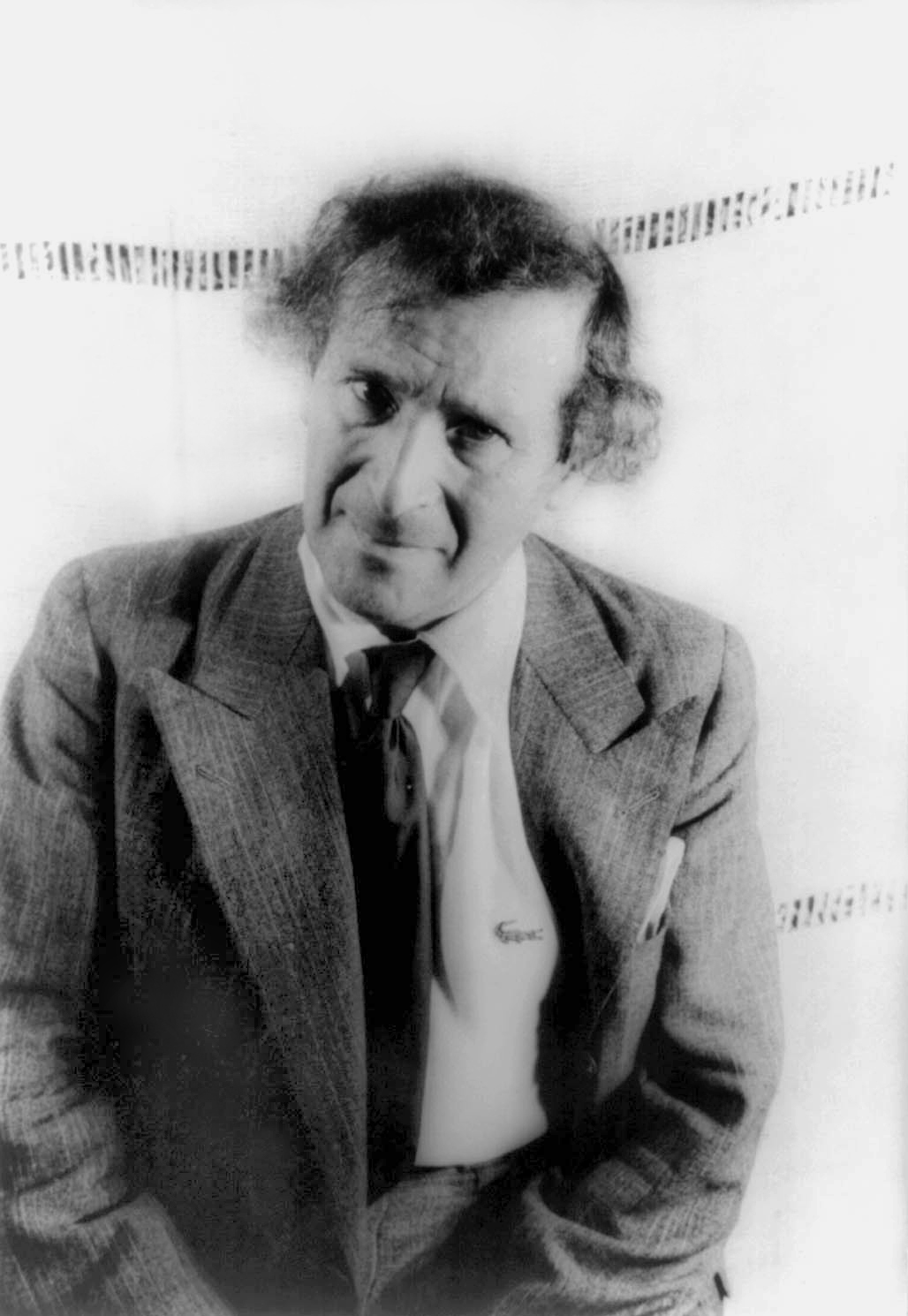
Marc Chagall († 1985)

- 1985: Marc Chagall, russisch-französischer Maler
- 1986: Friedrich Pruss von Zglinicki, deutscher Schriftsteller, Illustrator und Comiczeichner
- 1987: Maria Augusta von Trapp, US-amerikanische Sängerin
- 1988: Ladislav Mikeš Pařízek, tschechoslowakischer Schriftsteller und Journalist
- 1988: Karl Schwer, österreichischer Politiker
- 1989: Joseph Adetunji Adefarasin, nigerianischer Jurist
- 1989: Jacques Lecat, französischer Automobilrennfahrer
- 1989: Madeleine Ozeray, belgisch-französische Schauspielerin
- 1989: Ruth Seydewitz, deutsche Journalistin und Schriftstellerin
- 1990: Gino Cappello, italienischer Fußballspieler
- 1990: Kurt Scharf, deutscher evangelischer Bischof
- 1992: Josef Matěj, tschechischer Posaunist und Komponist
- 1992: Wendell Mayes, US-amerikanischer Drehbuchautor
- 1992: Nikolaos Platon, griechischer Archäologe, Ausgräber des minoischen Palastes auf Kreta
- 1994: Eugène Ionesco, französisch-rumänischer Dramatiker, Hauptvertreter des absurden Theaters
- 1995: Hanns Joachim Friedrichs, deutscher Nachrichtensprecher, Fernsehjournalist und -moderator
- 1995: Albert Pratz, kanadischer Geiger, Dirigent, Komponist und Musikpädagoge
- 1996: Hans Blumenberg, deutscher Philosoph
- 1996: Barbara McLean, US-amerikanische Filmeditorin, Oscar-Preisträgerin
- 1999: Rolf Ludwig, deutscher Schauspieler
- 2000: Pierre Souvairan, schweizerisch-kanadischer Pianist und Musikpädagoge französischer Herkunft

### 21. Jahrhundert
- 2001: George Connor, US-amerikanischer Automobilrennfahrer
- 2001: Friedrich-Wilhelm Heel, deutscher Brigadegeneral
- 2001: Siegbert Hummel, deutscher Tibetologe und Sinologe
- 2001: Helge Ingstad, norwegischer Archäologe, Schriftsteller und Abenteurer
- 2001: Walo Radew, bulgarischer Filmregisseur, Kameramann und Drehbuchautor
- 2001: Friedrich Schiedel, deutscher Unternehmer und Mäzen
- 2003: Barbara Duncan, amerikanische Kunsthistorikerin, Kunstsammlerin und Mäzenin
- 2003: Ludwig Elsbett, deutscher Motorenentwickler
- 2003: Kurt Schmidtchen, deutscher Schauspieler
- 2004: Albert Brülls, deutscher Fußballspieler
- 2004: Robert Merle, französischer Schriftsteller und Romancier
- 2004: Juan Manuel Tato, argentinischer Mediziner, Hochschullehrer und Autor

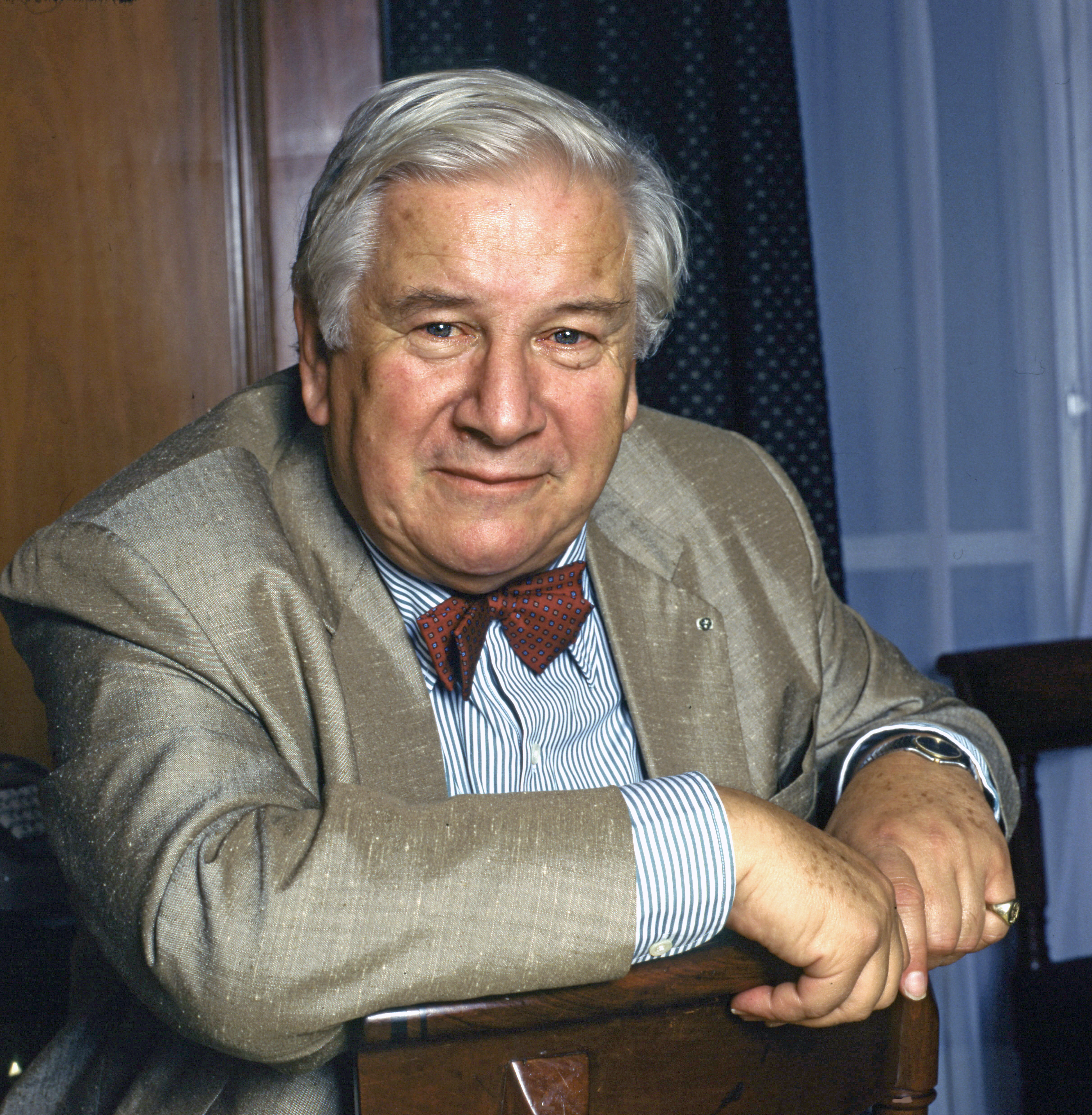
Peter Ustinov († 2004)

- 2004: Peter Ustinov, britischer Schauspieler, Regisseur und Schriftsteller
- 2005: Hermann Lause, deutscher Schauspieler
- 2005: Moura Lympany, britische Pianistin
- 2005: Gerhard Schmatz, deutscher Bergsteiger
- 2006: Caspar Weinberger, US-amerikanischer Politiker
- 2008: Karl Christ, deutscher Althistoriker
- 2008: Peter Eichhorst, deutsch-US-amerikanischer Softwarepionier und -visionär, Dozent, Autor und Unternehmer
- 2009: Janet Jagan, guyanische Politikerin, Staatspräsidentin Guyanas und Schriftstellerin
- 2010: Joachim Kaiser, deutscher Künstler und Kulturpolitiker
- 2010: Linda William’, französische Popsängerin
- 2011: Horst Cotta, deutscher Mediziner
- 2012: John Arden, britischer Schriftsteller
- 2012: Alexander Arutjunjan, armenischer Komponist
- 2013: Richard Griffiths, britischer Schauspieler
- 2013: Clarita von Trott zu Solz, deutsche Psychotherapeutin, politische Aktivistin, Frau von Adam von Trott zu Solz
- 2014: Claudio Cavadini, Schweizer Komponist
- 2015: Marie Laurent, französische Automobilrennfahrerin
- 2015: Douglas Leedy, US-amerikanischer Komponist, Dirigent, Hornist, Cembalist, Sänger und Musikpädagoge
- 2015: Gene Saks, US-amerikanischer Regisseur und Schauspieler
- 2015: Ronald Stevenson, schottischer Komponist und Pianist
- 2016: Lanz-Leo, deutscher Landwirtschaftsmaschinensammler
- 2017: Ahmed Kathrada, südafrikanischer Anti-Apartheid-Kämpfer und Politiker
- 2017: Christine Kaufmann, deutsche Schauspielerin
- 2018: Erhard Blankenburg, deutscher Rechtssoziologe
- 2018: Lívia Rév, ungarische Pianistin
- 2018: Darryl Thomas, US-amerikanischer Basketballspieler
- 2019: Edeltraud Forster, deutsche Äbtissin des Klosters St. Hildegard Eibingen
- 2020: Barbara Rütting, deutsche Schauspielerin und Politikerin
- 2020: Thomas Schäfer, deutscher Politiker
- 2021: Didier Ratsiraka, madagassischer Politiker
- 2022: Marion Créhange, französische Informatikerin
- 2022: Katja Georgi, deutsche Filmregisseurin
- 2023: Hans-Jörg Böhmig, österreichischer Chirurg und Krankenhausdirektor
- 2023: Theodor Otto Diener, schweizerisch-US-amerikanischer Pflanzenpathologe
- 2023: Robert Gallinowski, deutscher Schauspieler
- 2023: Margareta Strömstedt, schwedische Schriftstellerin, Journalistin und Übersetzerin
- 2024: Chi Pang-yuan, taiwanische Schriftstellerin und Hochschuldozentin
- 2024: Marian Zazeela, US-amerikanische Künstlerin und Musikerin

## Feier- und Gedenktage
- Kirchliche Gedenktage
  - Rupert von Salzburg, Bischof von Salzburg, Glaubensbote in Ostbayern und Salzburg (evangelisch, der orthodoxe und römisch-katholische Gedenktag ist am 27. März)
- Namenstage
  - Guntram

Weitere Einträge enthält die Liste von Gedenk- und Aktionstagen.